# Provincia di Piacenza
La provincia di Piacenza è una provincia italiana dell'Emilia-Romagna di 286 919 abitanti.
Confina a nord con la Lombardia (province di Lodi, Cremona e Pavia), a ovest ancora con la Lombardia (provincia di Pavia) e con il Piemonte (provincia di Alessandria), a est con la provincia di Parma e a sud con la Liguria (città metropolitana di Genova).

## Geografia fisica

### Territorio

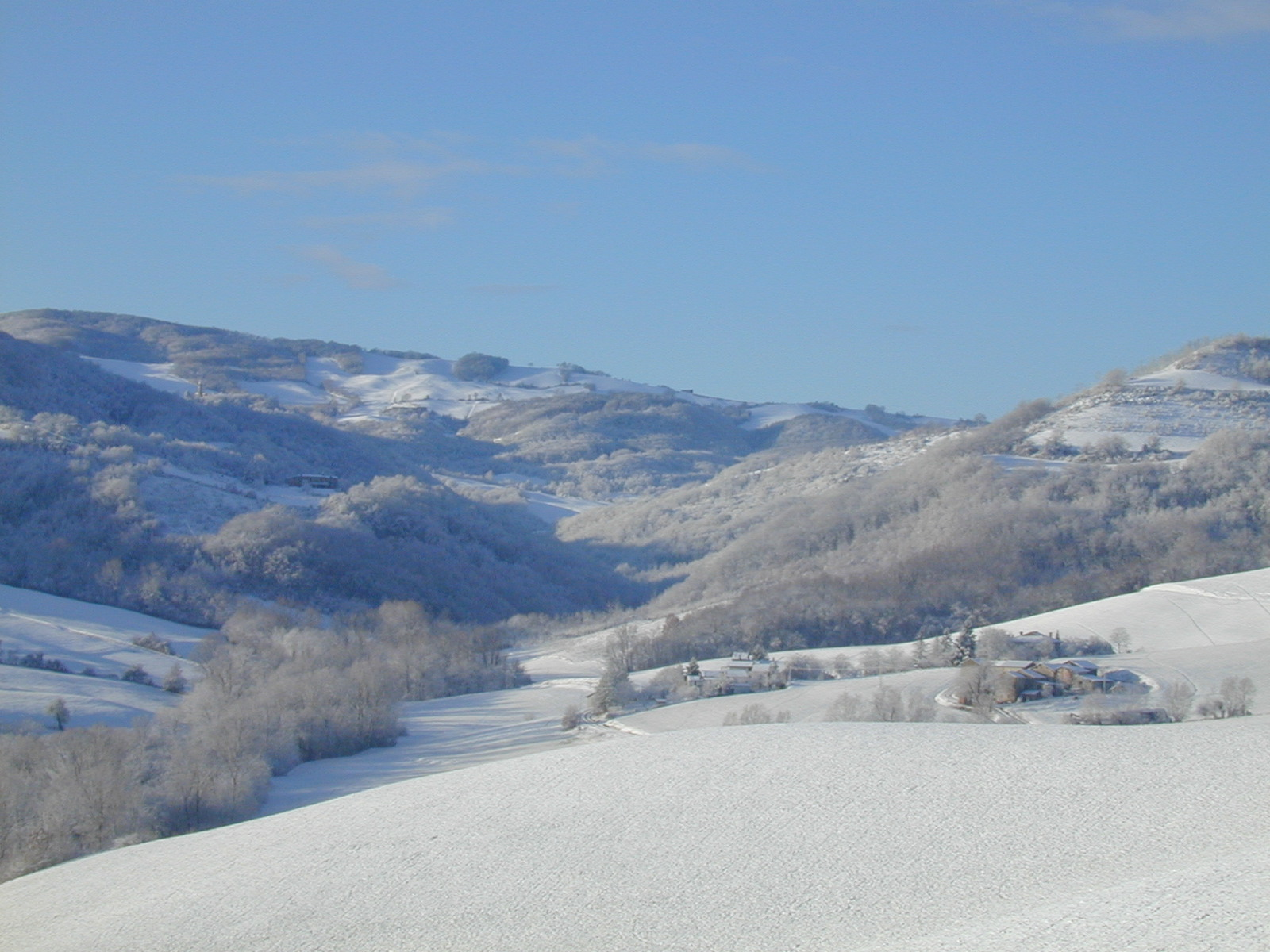
La Val Luretta d'inverno

La provincia di Piacenza si estende tra la Pianura Padana, a sud del fiume Po, ed i rilievi dell'Appennino ligure. La maggior parte della superficie provinciale, poco più del 60%, è composta da collina e montagna, mentre la parte restante è situata in pianura. Eccetto un breve tratto nei pressi della foce del torrente Nure in cui esso fa da confine con il comune lodigiano di Caselle Landi, il confine settentrionale con le province di Pavia, Lodi e Cremona è rappresentato dal fiume Po. Il confine ad est con la provincia di Parma segue, da sud, lo spartiacque con la val Ceno, poi il torrente Stirone, il torrente Ongina e, infine, il torrente Arda dalla confluenza con l'Ongina fino alla sua foce in Po.
A sud il confine con la città metropolitana di Genova è rappresentato per un breve tratto dallo spartiacque tra val Nure e val d'Aveto, poi dal torrente Aveto e dal torrente Terenzone. Il confine con la provincia di Alessandria è rappresentato dallo spartiacque tra val Borbera e val Boreca, mentre il confine con la provincia di Pavia è rappresentato dallo spartiacque tra val Boreca e val Staffora, per un breve tratto dallo stesso torrente Staffora nei pressi di Samboneto, poi dal fiume Trebbia, dagli spartiacque tra la val Avagnone e altre valli laterali tributarie del Trebbia, tra val Trebbia e val Staffora, tra val Trebbia e val Tidone, tra val Tidoncello e val Tidone e tra val Tidone e val Versa, con l'eccezione della zona di Moncasacco dove è lo stesso torrente Versa a segnare il confine per un brevissimo tratto, e, infine dal torrente Bardonezza. I vari tratti sono separati tra loro da tratti di confine convenzionale.
La parte centro-meridionale della provincia è montuosa e collinare e qui si trovano le principali valli piacentine che da ovest ad est sono: la val Tidone (formata dall'omonimo torrente), la val Trebbia (Trebbia), la val Nure (Nure) e la val d'Arda (Arda). Altre valli minori sono la val d'Aveto, attraversata dal principale affluente della Trebbia la val Chiavenna, la val Chero, la val Riglio, la val Luretta, la val d'Ongina, la val Chiarone, la val Perino e la val Boreca. La parte settentrionale della provincia è compresa nella pianura Padana, la cui zona nord-orientale viene chiamata bassa piacentina.

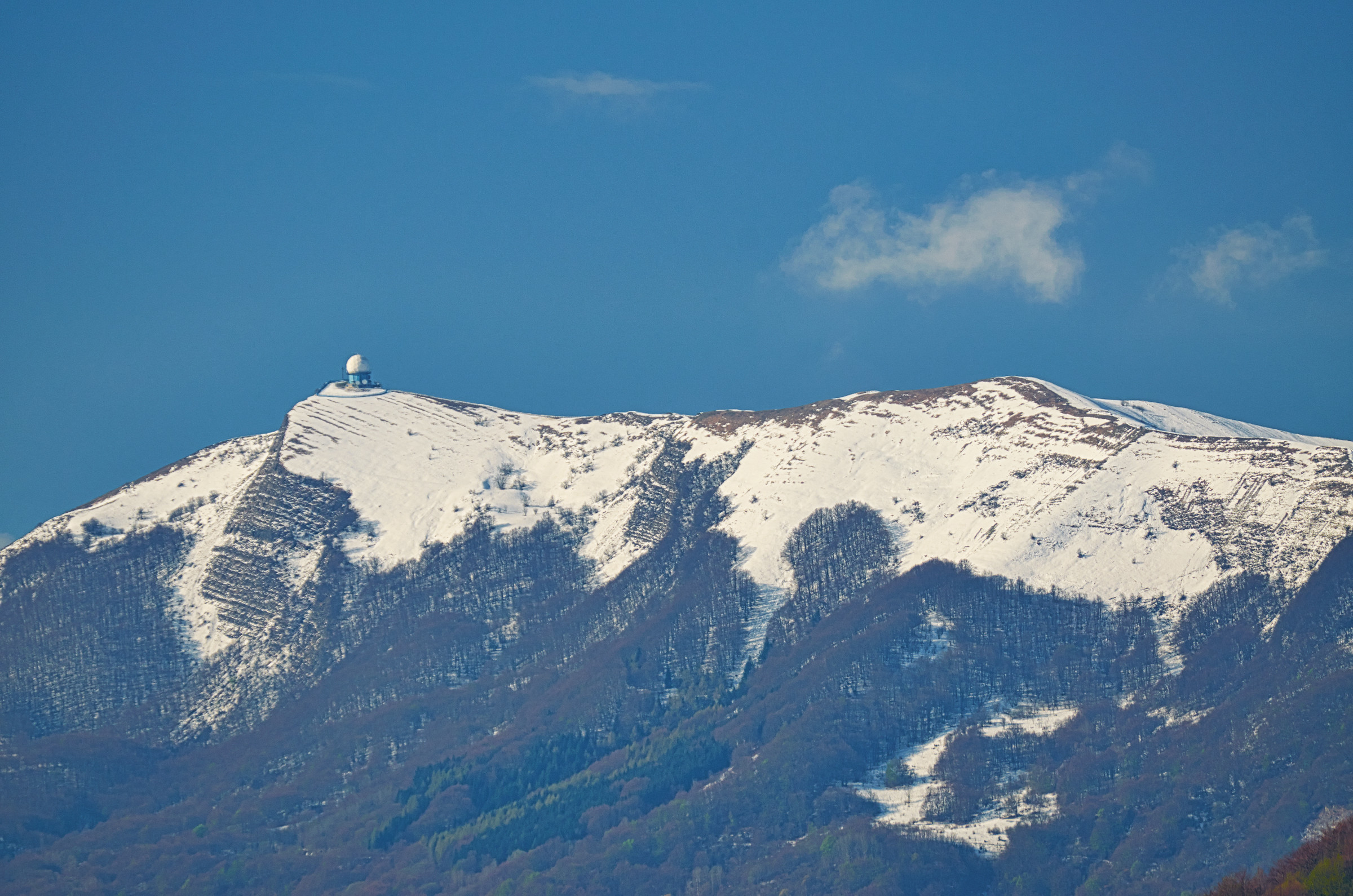
Il monte Lesima

### Orografia
Le vette più alte della provincia sono situate nelle alte valli di Boreca, Nure ed Aveto. La cima più alta della provincia è il monte Bue (1777 m s.l.m.) Tra le altre cime si segnalano il monte Nero (1752 m s.l.m.), il monte Lesima (1724 m s.l.m.), il monte Chiappo (1700 m s.l.m.), il monte Cavalmurone (1671 m s.l.m.), il monte Legnà (1669 m s.l.m.), il monte Alfeo (1651 m s.l.m.) ed il monte Carmo (1640 m s.l.m.).

### Idrografia

#### Fiumi

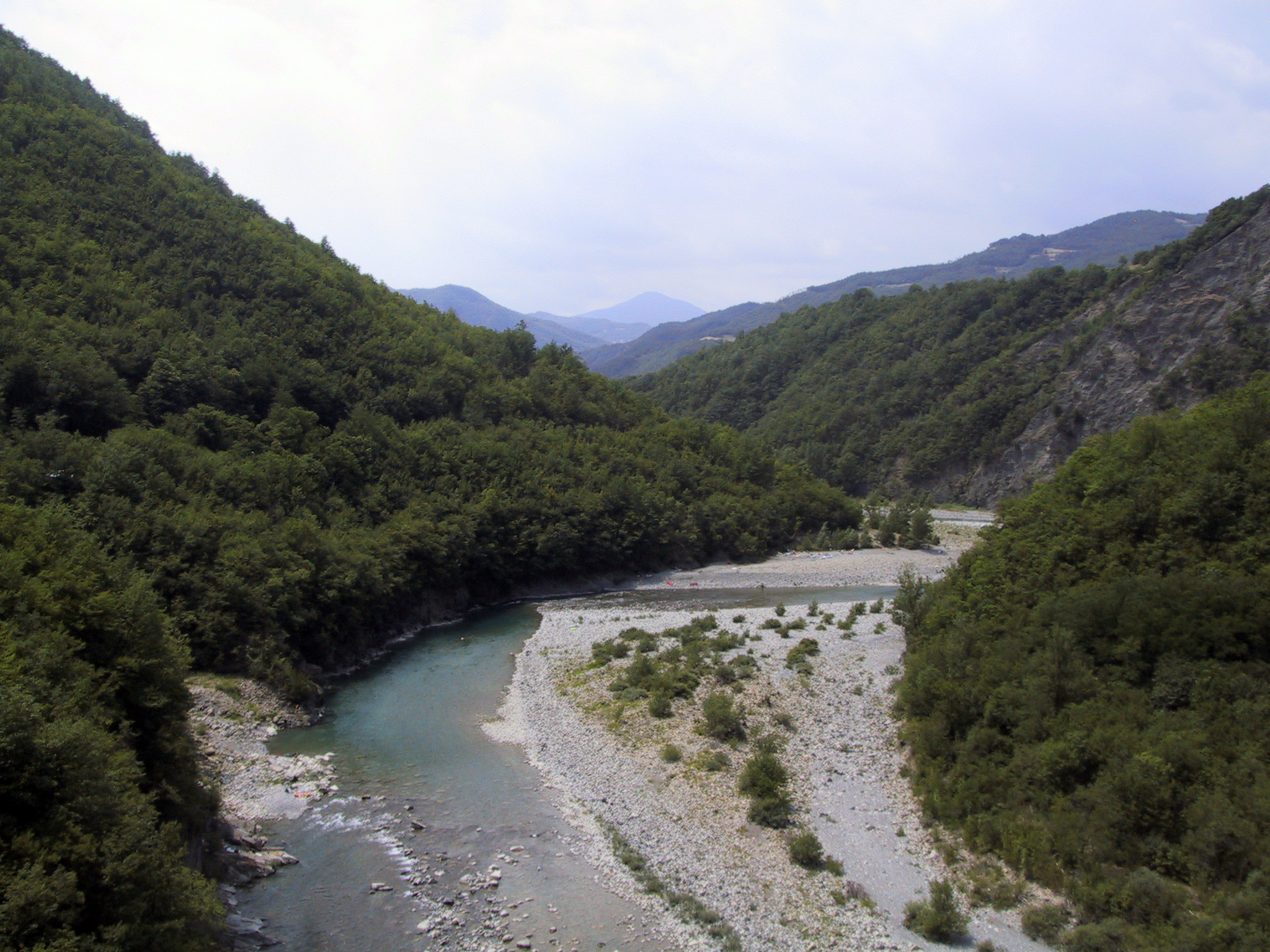
Il fiume Trebbia

Il territorio della provincia è interamente compreso nel bacino idrografico del fiume Po e vi tributa per mezzo dei suoi affluenti Staffora, che pur scorrendo quasi interamente in provincia di Pavia segna per un breve tratto il confine tra le due province nei pressi di Samboneto, frazione di Zerba, Tidone, Versa, Trebbia, Nure, Chiavenna e Arda.
Appartengono al bacino del Trebbia la Boreca, l'Aveto e il Perino. Appartiene al bacino del Tidone il Luretta, mentre al bacino del Chiavenna appartengono Chero, Riglio e Vezzeno, quest'ultimo tributario del Riglio. Al bacino dell'Arda tributa l'Ongina, mentre lo Stirone tributa al bacino del Taro. Al bacino del Nure appartengono il Lardana e il Lavaiana.

#### Laghi

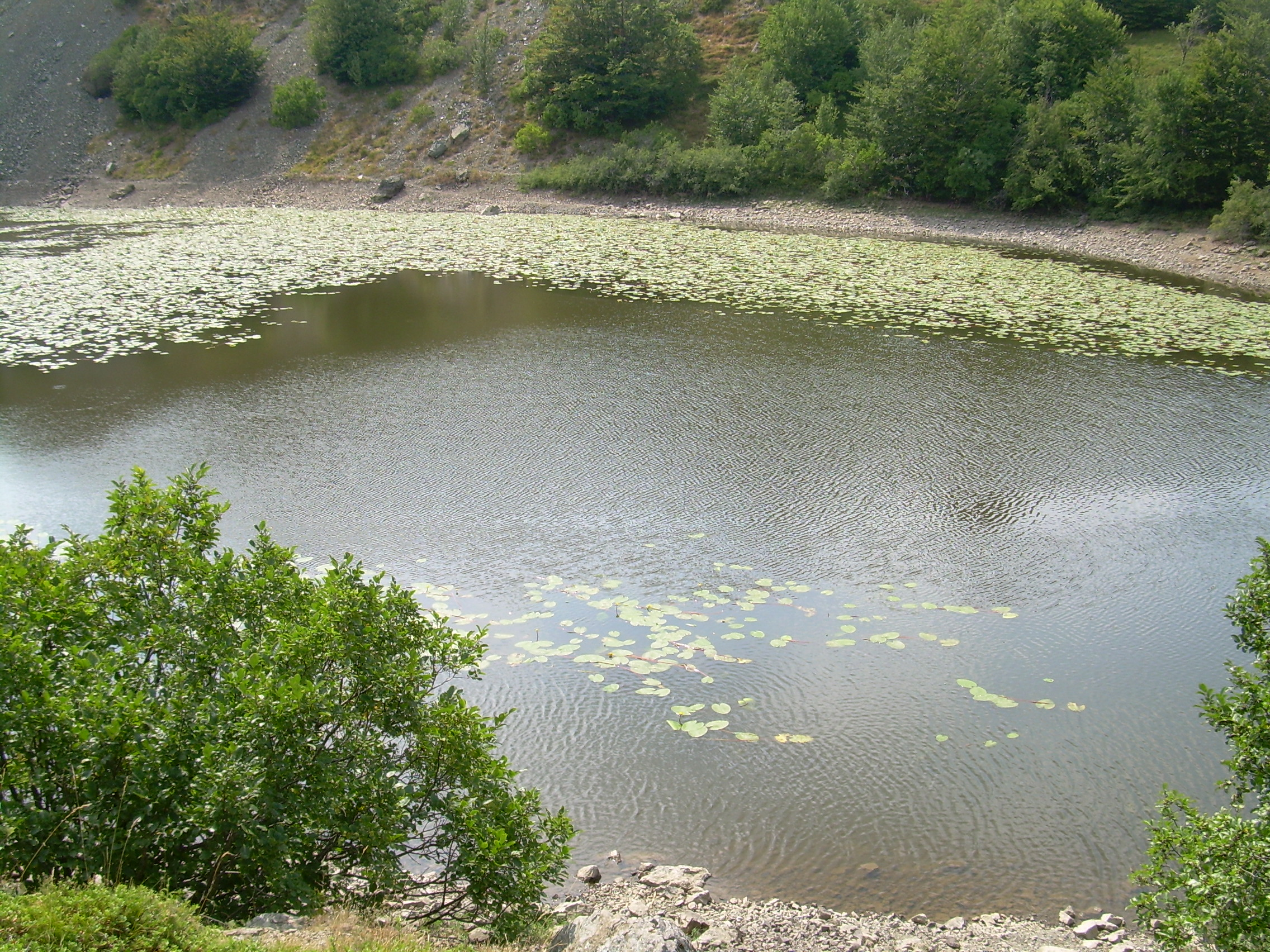
Il lago Bino

Nella provincia vi sono tre laghi sorti a seguito della costruzione di sbarramenti artificiali:
- il lago di Mignano, sorto con la costruzione dell'omonima diga tra il 1919 e il 1934, attraversato dal torrente Arda e situato tra i comuni di Morfasso e Vernasca e con un'estensione di circa 2 km²[14].
- il lago di Trebecco, sorto con la costruzione della diga del Molato tra il 1921 e il 1928, attraversato dal torrente Tidone e situato tra i comuni di Alta Val Tidone e Zavattarello, quest'ultimo situato in provincia di Pavia, lungo 2,5 km e largo fino a 750 m[15].
- il lago di Boschi, creato negli anni '20 del XX secolo con la costruzione dell'omonima diga, attraversato dal torrente Aveto, situato tra i comuni di Ferriere e Rezzoaglio, quest'ultimo appartenente alla città metropolitana di Genova, è lungo circa 2 km, con una profondità massima di 30 m e una capienza di 1200000 m³[16].

In alta val Nure esistono piccoli laghi di origine glaciale, il lago Moo, il lago Bino e il Lago Nero.

### Clima
Il clima della provincia è temperato, subcontinentale in pianura e collina e fresco in montagna. La temperatura media annuale è di 12,2 °C nel capoluogo, 11,5/12 °C nella media collina e 8,5 °C nelle stazioni di fondovalle poste ad altezze più elevate. Il mese più freddo è gennaio con temperature medie di poco sopra lo zero per la pianura e di poco sotto per la montagna, mentre il mese più caldo è luglio con una temperatura media di 22,9 °C nel capoluogo e di 18,1 °C in montagna.
Il clima è più continentale in pianura grazie alla lontananza dalle masse d'acqua mediterranee, mentre in montagna la vicinanza della Liguria influenza il clima rendendolo più simile ad un temperato caldo.
Le precipitazioni annue sono pari a circa 850–900 mm in pianura per un totale di 80-85 giorni piovosi annui e 1 000–1500 mm nella media collina per un centinaio di giorni di pioggia annui, con un incremento che segue l'incremento di altitudine. A partire dagli ultimi anni del XX secolo sono diminuite le precipitazioni invernali e sono aumentate quelle autunnali. Le nevicate sono abbastanza comuni con una media di 40 cm all'anno in pianura che aumenta nettamente in collina e montagna.

## Storia

### Preistoria e antichità
Il territorio piacentino fu abitato sin dalla Preistoria, con diversi insediamenti in vari punti della provincia, tra cui l'area di Sant'Andrea di Travo, la cui datazione è riferibile al Neolitico recente, sul finire del V millennio a.C., durante la diffusione in tutto il territorio dell'Italia settentrionale della cultura di Chassey, proveniente dalla zona francese e la piana di San Martino, situata nel comune di Pianello Val Tidone, con ritrovamenti compresi temporalmente tra la media età del Bronzo e la terza età del Ferro
Il territorio fu, poi, abitato da popolazioni liguri, etrusche e celtiche, fino alla conquista della zona da parte dei Romani ai quali si deve, nel 218 a.C., la fondazione della colonia di Placentia che diventò, insieme alla coeva Cremona, la prima colonia romana dell'intera Italia settentrionale. A sud-ovest della città, poco dopo la sua fondazione, venne combattuta la battaglia della Trebbia tra le truppe cartaginesi guidate da Annibale, reduce dalla vittoria nella battaglia del Ticino, e le legioni romane comandate dal console Tiberio Sempronio Longo che subirono una pesante sconfitta.
Nel 187 a.C. la città fu collegata con Rimini, posta sulle rive del mare Adriatico, tramite la via Emilia, voluta dal console Marco Emilio Lepido, che diventò l'asse viario principale di tutto il nord Italia. Successivamente, la via Emilia venne prolungata a nord in direzione di Milano, mentre Piacenza divenne punto di diramazione, con la presenza di strade che la collegavano a Tortona e a Susa, quest'ultima passando per Pavia e Torino.
A partire dal I secolo a.C. ebbe un grande sviluppo il centro di Veleia, situato in posizione collinare nella val Chero derivato da un preesistente insediamento ligure che divenne prima colonia e, poi, municipium, mantenendo una posizione preminente fino al III secolo d.C. quando decadde rapidamente, probabilmente a causa delle frane a cui era soggetta la zona. Qui fu trovata, nel 1747, la tabula alimentaria traianea iscrizione bronzea riguardante il prestito fondiario ipotecario disposto dall'imperatore Traiano.
Piacenza rimase formalmente una colonia fino al 90 a.C. quando, a seguito della promulgazione della legge Iulia, diventò un municipio e vide l'assegnazione ai propri abitanti della cittadinanza romana. A seguito di questa norma, la città venne ascritta alla Gens Veturia.
Le campagne piacentine furono teatro della battaglia di Piacenza combattuta nel 271 d.C. dall'esercito romano, guidato dall'imperatore Aureliano, contro un contingente di Alemanni e Iutungi che avevano saccheggiato e bruciato la città: gli invasori ebbero la meglio e i Romani ripiegarono.

### Epoca medievale

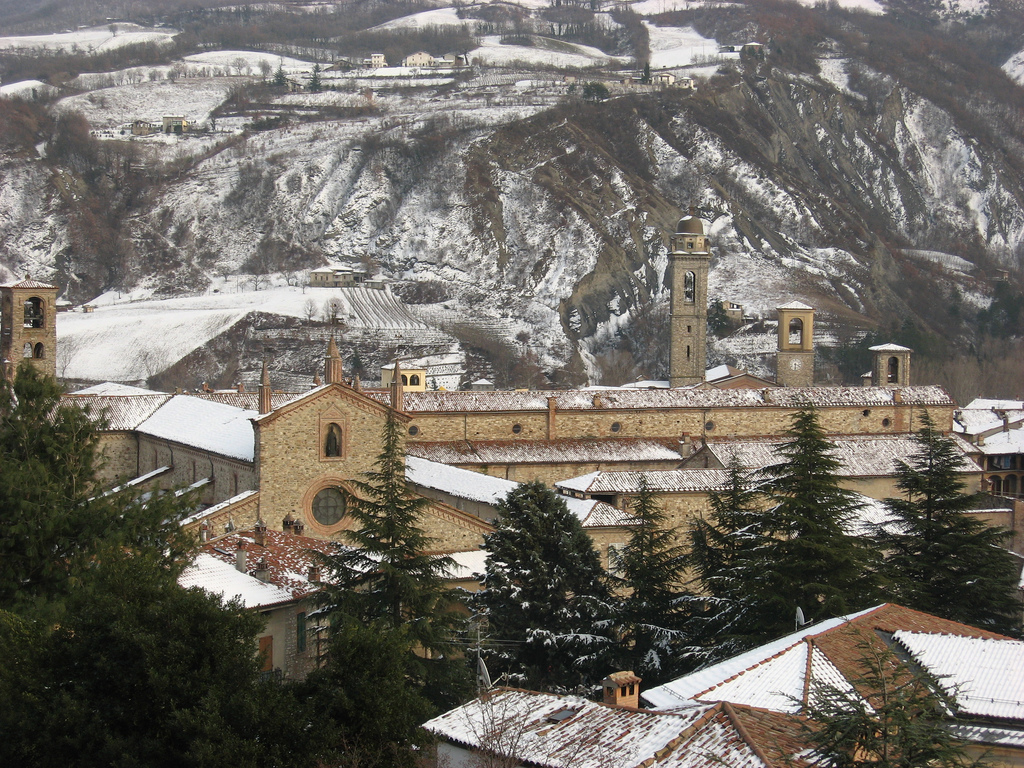
L'abbazia di San Colombano a Bobbio

Dopo la caduta dell'Impero romano d'Occidente, Piacenza fu inizialmente occupata dai Bizantini, venendo, poi, conquistata dai Goti guidati da Totila nel 546. Indicatori di insediamenti gotici nel circondario sono ad esempio i toponimi Gossolengo e Gódi (frazione di San Giorgio Piacentino). La città fu però riconquistata dalle forze bizantine dopo alcuni anni, ma nel 570 fu presa dai Longobardi, giunti nell'Italia settentrionale due anni prima. Essi trovarono un centro, Piacenza, ancora piuttosto ricco nonostante la crisi generale e nel 576 vi costituirono un ducato, occupando il Piacentino probabilmente alla fine del VI secolo.
Nel 614 venne fondata l'abbazia di San Colombano di Bobbio. L'importanza del territorio aumentò ulteriormente dopo la fondazione del monastero.
Si è ritenuto che alla fine dell'VIII secolo la zona fosse divisa in tre distretti: uno costituito dalla città di Piacenza e due organizzati nelle campagne, autonomi dal primo e situati tra la via Emilia e l'Appennino. Si sarebbe trattato rispettivamente di fines Placentina tra la città e la circostante pianura, iudiciaria Medianense in val Trebbia e val Nure, e fines Castriarquatense nella zona collinare e montuosa del Piacentino orientale, ma che da ulteriori indagini sembrano corrispondere più ad uno schema di riferimento ideale che a effettivi organismi amministrativi.
Ritrovamenti archeologici che attestano la presenza del popolo germanico sono quelli di Rottofreno, Gazzola, Pianello Val Tidone, Vigolzone, Bettola, Borgonovo Val Tidone, Ziano Piacentino, Alta Val Tidone, Agazzano, Travo, Ponte dell'Olio e Farini.
Dopo essere diventata contea durante il periodo di dominazione dei Franchi, la zona fu ripetutamente contesa negli ultimi secoli del millennio, fino ad arrivare, nel 997 alla concessione al vescovo dei poteri comitali sulla città da parte dell'imperatore Ottone III di Sassonia Durante l'XI secolo ci furono diverse lotte tra le fazioni popolare e aristocratica che culminarono, nella prima parte del secolo successivo, nella nascita del comune, la cui genesi era già terminata nel 1126.
Successivamente, Piacenza prese parte alle lotte tra i comuni e l'imperatore Federico Barbarossa, partecipando alla Lega Lombarda. Nei pressi di Piacenza, in una zona a cavallo del Po compresa tra Calendasco e Somaglia, tra il 1154 e il 1158 l'imperatore aveva tenuto due tra le più importanti diete da lui convocate, le diete di Roncaglia, in particolare nella seconda egli rivendicò le regalie rispetto alle pretese avanzate da parte dei comuni.
Fino al 1164 l'estensione occidentale del Piacentino raggiungeva la Staffora, accorpando quasi interamente l’attuale Oltrepò pavese: quest'ultimo territorio fu assegnato al Ducato di Pavia da Federico Barbarossa; con un successivo arbitrato del 1188 il torrente Bardonezza venne individuato come confine naturale tra Piacentino e Pavese.
La progredita agricoltura delle campagne piacentine, la presenza di un fiume navigabile e di importanti assi viari (vie Emilia, Milano-Piacenza e Postumia), unitamente alle valli appenniniche che garantivano i collegamenti con il mar Ligure, oltre all’importanza politica della città e del territorio, ravvivarono l’economia di Piacenza e dei dintorni dal XII secolo, permettendo la creazione di rilevanti relazioni d’affari con Milano, Ferrara, Venezia e soprattutto Genova. In particolare, fu proprio l’espansione verso quest’ultima città ad assicurare il successo di compagnie commerciali e bancarie piacentine, nate e sviluppatesi grazie all’accumulo di consistenti rendite agricole. Il ceto mercantile piacentino rientrava nella categoria di uomini d’affari dell’Italia settentrionale e della Toscana (i lombardi) che praticavano operazioni creditizie e di cambio monetario in tutta Europa. Nei secoli XIII e XIV banchieri e prestatori piacentini operavano in Oriente, a Parigi, Marsiglia, Montpellier, Nîmes, in Champagne, in Borgogna, a Lisbona, Maiorca, Barcellona, Valenza e Siviglia (dove ad essi è dedicata una via, calle Placentines).
Nel XIII secolo i domini di Piacenza si estesero verso nord. I territori di San Rocco al Porto, Guardamiglio e Fombio entrarono a farvi parte nel 1225, seppure si trovassero alla sinistra orografica del Po già in epoca altomedievale; la zona di Caselle Landi fu annessa invece nel 1262, mentre Retegno fu a lungo conteso fra Piacenza e Lodi.
Con la crisi delle istituzioni comunali, Piacenza diventa il terreno di scontro delle più facoltose famiglie della città, che si fronteggiarono per assumerne la guida. In questo contesto emerse la figura di Alberto Scotti che tra la fine del XIII e l'inizio del XIV secolo conquistò più volte il potere su Piacenza, arrivando a conquistare, brevemente, anche Milano, prima di essere definitivamente sconfitto dalle forze Viscontee che conquistarono Piacenza nel 1313. La città rimase sotto il controllo del ducato di Milano fino al 1499, con l'eccezione di brevi periodi.

### Il Ducato di Parma e Piacenza

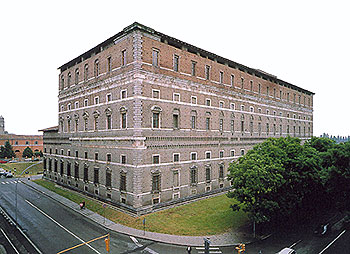
Palazzo Farnese

Nel 1521 il piacentino entrò a far parte dei dominii del papato. Nel 1545 Papa Paolo III istituì il Ducato di Parma e Piacenza, ponendone alla guida il figlio Pier Luigi. Il nuovo ente statale comprendeva buona parte del piacentino, con l'eccezione del bobbiese che continuò a rimanere soggetto al ducato di Milano e del territorio dello stato Pallavicino, posto nella bassa pianura Padana che fu incorporato nel ducato solo successivamente, nel 1585.
Il duca venne, però, ucciso due anni dopo da una congiura composta da locali famiglie nobili In seguito a questo episodio il piacentino venne occupato dalla truppe imperiali di Ferrante I Gonzaga. Il figlio di Pier Luigi, Ottavio Farnese riuscì a conservare il dominio di Parma, che diventò, così, la capitale del ducato, mentre il piacentino ritornò sotto il dominio farnesiano solo nel 1585, ceduto a Ottavio da Filippo II di Spagna, con il quale aveva firmato il trattato di Gand. Sotto il governo di Ottavio iniziarono anche i lavori per la costruzione di palazzo Farnese a Piacenza.
Nel 1636, nell'ambito della guerra condotta dal duca Odoardo I Farnese, alleato dei francesi, contro la Spagna, la città di Piacenza fu occupata da questi ultimi. In seguito all'accordo di pace, mediato da Papa Urbano VIII, gli spagnoli abbandonarono la città l'anno successivo in cambio della rottura dell'alleanza tra il Farnese e i francesi.
Morto senza eredi l'ultimo duca, Antonio Farnese, nel 1731 il trono ducale passò a Carlo di Borbone, figlio di Elisabetta Farnese e del re Filippo V di Spagna: il nuovo duca Carlo I si stabilì a Parma nel 1731, tuttavia nel 1738, con il terzo trattato di Vienna che sanciva la fine della guerra di successione polacca, venne riconosciuta a Carlo la corona del Regno delle Due Sicilie, mentre il Ducato di Parma e Piacenza passò agli austriaci, nella persona dell'imperatore Carlo VI d'Asburgo. Nel 1748 con il trattato di Aquisgrana il ducato tornò sotto il dominio della famiglia Borbone, con il trono che venne assegnato al Reale Infante Don Filippo, fratello di Carlo.

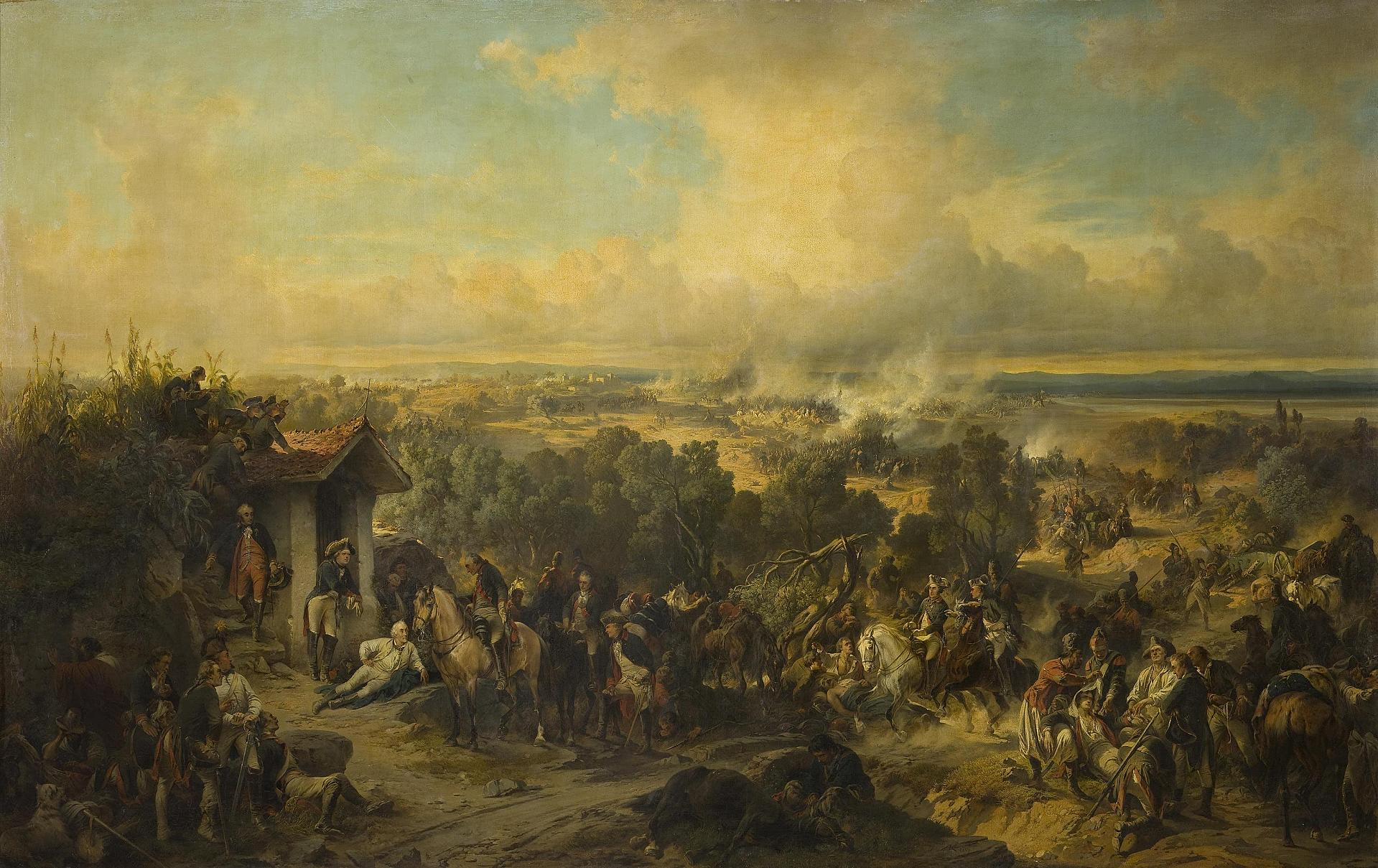
La battaglia della Trebbia in un dipinto di Alexander von Kotzebue

Nel 1796, nonostante la neutralità dichiarata dal duca Ferdinando, le truppe napoleoniche entrarono a Piacenza, ottenendo un ingente indennizzo di guerra. Nel 1799 la parte occidentale della provincia fu teatro della battaglia della Trebbia, vinta dagli austro-russi del generale Suvorov impegnato nella sua campagna in Italia contro i francesi guidati dal generale Macdonald.
Nonostante l'occupazione francese Ferdinando mantenne formalmente la sovranità fino al 1801 quando, con i trattati di Lunéville e di Aranjuez, il ducato passò sotto il controllo francese, con la contropartita dell'ascesa al trono d'Etruria del figlio di Ferdinando Ludovico. Sotto il controllo francese il piacentino venne separato da Parma e nel 1808 Napoleone nominò Charles-François Lebrun duca titolare di Piacenza in suo nome.
Nel 1814, con l'esilio di Napoleone all'Elba, il Ducato di Parma, Piacenza e Guastalla venne assegnato alla moglie di Napoleone, Maria Luisa d'Asburgo-Lorena; tale decisione fu, poi, definitivamente confermata vita natural durante da parte del congresso di Vienna, nonostante le rivendicazioni dei Borbone, ai quali fu previsto il ritorno dello stato alla morte della duchessa.
Dopo la morte di Maria Luigia d'Austria, le successe sul trono ducale, il 31 dicembre 1847, Carlo II di Parma il quale prese subito alcune decisioni che gli allontanarono il consenso popolare. Nel marzo 1848 scoppiarono diversi moti prima a Parma e poi a Piacenza dove il 10 maggio successivo si svolse un plebiscito culminato con la richiesta di annessione al Regno di Sardegna. I risultati della votazione furono consegnati al re Carlo Alberto di Savoia, accampato nei pressi di Verona, che proclamò, così, Piacenza Primogenita dell'Unità d'Italia. Dopo la sconfitta di Custoza, la città cadde nuovamente sotto la dominazione austro-borbonica, caratterizzata da una forte repressione.

### Dall'Unità d'Italia
Nel maggio 1859 alcune sommosse costrinsero la duchessa reggente Luisa Maria di Borbone-Francia ad abbandonare Parma. In seguito, il governo cittadino tenne due ulteriori plebisciti che confermarono la richiesta di adesione al Regno di Sardegna e nel mese di agosto il governo della città passò nelle mani di Luigi Carlo Farini, fino a quel momento dittatore delle province modenesi, che costituì l'assemblea dei Rappresentanti del popolo, la quale, il 12 settembre, votò l'annessione al Regno di Sardegna.
La provincia venne istituita nel 1860 e la sede dell'amministrazione fu dal marzo 1860 il palazzo della Provincia di corso Garibaldi a Piacenza.
Nel 1923 Bobbio e parte del suo territorio, inserito originariamente nella contea di Bobbio, divenuta, poi, nel 1743 provincia di Bobbio e parte del Regno di Sardegna fino all'unità d'Italia, entrò a far parte per la prima volta del territorio della provincia di Piacenza.
In contemporanea, i comuni di Bardi e Boccolo de' Tassi, situati in alta val Ceno, in quanto facenti parte del bacino imbrifero della val Taro, passarono alla provincia di Parma. Nel 1926 alcune frazioni del comune di Boccolo, che venne contestualmente aggregato a Bardi, ritornarono parte della provincia di Piacenza, diventando parte dei comuni di Farini d'Olmo e Ferriere.
Durante la seconda guerra mondiale la città e alcuni centri della provincia furono pesantemente colpiti dai bombardamenti aerei degli alleati che colpirono in città, tra gli altri, il ponte ferroviario sul Po, la stazione ferroviaria, l'ospedale e l'arsenale oltre a porzioni del centro storico, per un totale di 92 incursioni che causarono circa 300 vittime, mentre in provincia furono colpite le infrastrutture della ferrovia Piacenza-Bettola. Dopo l'armistizio dell'8 settembre 1943 furono attivi, sia nelle vallate dell'Appennino che nella pianura, diversi nuclei di partigiani che combattevano l'esercito tedesco e repubblichino, per un totale di 6 636 effettivi e 926 caduti. Al termine del conflitto, alla città venne conferita la medaglia d'oro al valor militare.
Nel secondo dopoguerra, nella zona di Cortemaggiore, vennero individuati giacimenti di petrolio e di gas metano particolarmente significativi in grado di dare una spinta decisiva al boom italiano del Dopoguerra. Nacque in quella occasione il logo del cane a sei zampe della Supercortemaggiore, poi diventato simbolo dell'Eni.
Nella notte fra il 14 settembre e il 15 settembre 2015 una parte della provincia di Piacenza fu devastata dalle esondazioni improvvise del Nure, dell'Aveto e del Trebbia, dovute al maltempo, che causarono danni ingenti e la morte di tre persone. Le località più colpite sono state Roncaglia, Bettola, Farini, Ponte dell'Olio, Ferriere, Rivergaro, Bobbio, Marsaglia di Corte Brugnatella, Ottone.
Durante la pandemia di COVID-19, nel 2020 il Piacentino è risultato la provincia italiana più colpita dal virus per mortalità in numeri relativi sul totale della popolazione, con il capoluogo che si è caratterizzato come il Comune più colpito dell'Emilia-Romagna.

#### Referendum consultivi sulla fusione di comuni
La tabella riepiloga i referendum consultivi per la fusione di comuni tenutisi a partire dal 1º dicembre 2013. In grassetto sono indicati i comuni che hanno approvato il quesito.
| Data del referendum | Comuni                                | Iscritti          | Percentuale Elettiva | Favorevoli           | Contrari             | Denominazione nuovo comune | Data di istituzione                           |
| ------------------- | ------------------------------------- | ----------------- | -------------------- | -------------------- | -------------------- | -------------------------- | --------------------------------------------- |
| 6 marzo 2016        | Borgonovo Val Tidone Ziano Piacentino | 5 822 2 233       | 30% 52.17%           | 69.13% 37.29%        | 30.87% 62.71%        | Borgonovo-Ziano            | richiesta non accolta dal consiglio regionale |
| 16 ottobre 2016     | Bettola Farini Ferriere               | 2 823 1 792 1 692 | 44% 30% 37%          | 32.45% 47.36% 24.88% | 67.45% 52.64% 75.12% | Alta Val Nure              | richiesta non accolta dal consiglio regionale |
| 16 ottobre 2016     | Ponte dell'Olio Vigolzone             | 4 097 3 480       | 47.9% 46.7%          | 39.97% 40.86%        | 60.03% 59.14%        | Pontevigo                  | richiesta non accolta dal consiglio regionale |
| 28 maggio 2017      | Nibbiano Pecorara Caminata            | 1 854 697 238     | 45.8% 49.5% 65.5%    | 64.01% 66.08% 79.74% | 35.99% 33.92% 20.26% | Alta Val Tidone            | 1º gennaio 2018                               |

### Simboli
Descrizione araldica dello stemma:
Descrizione araldica del gonfalone:

## Monumenti e luoghi d'interesse

### Architetture religiose

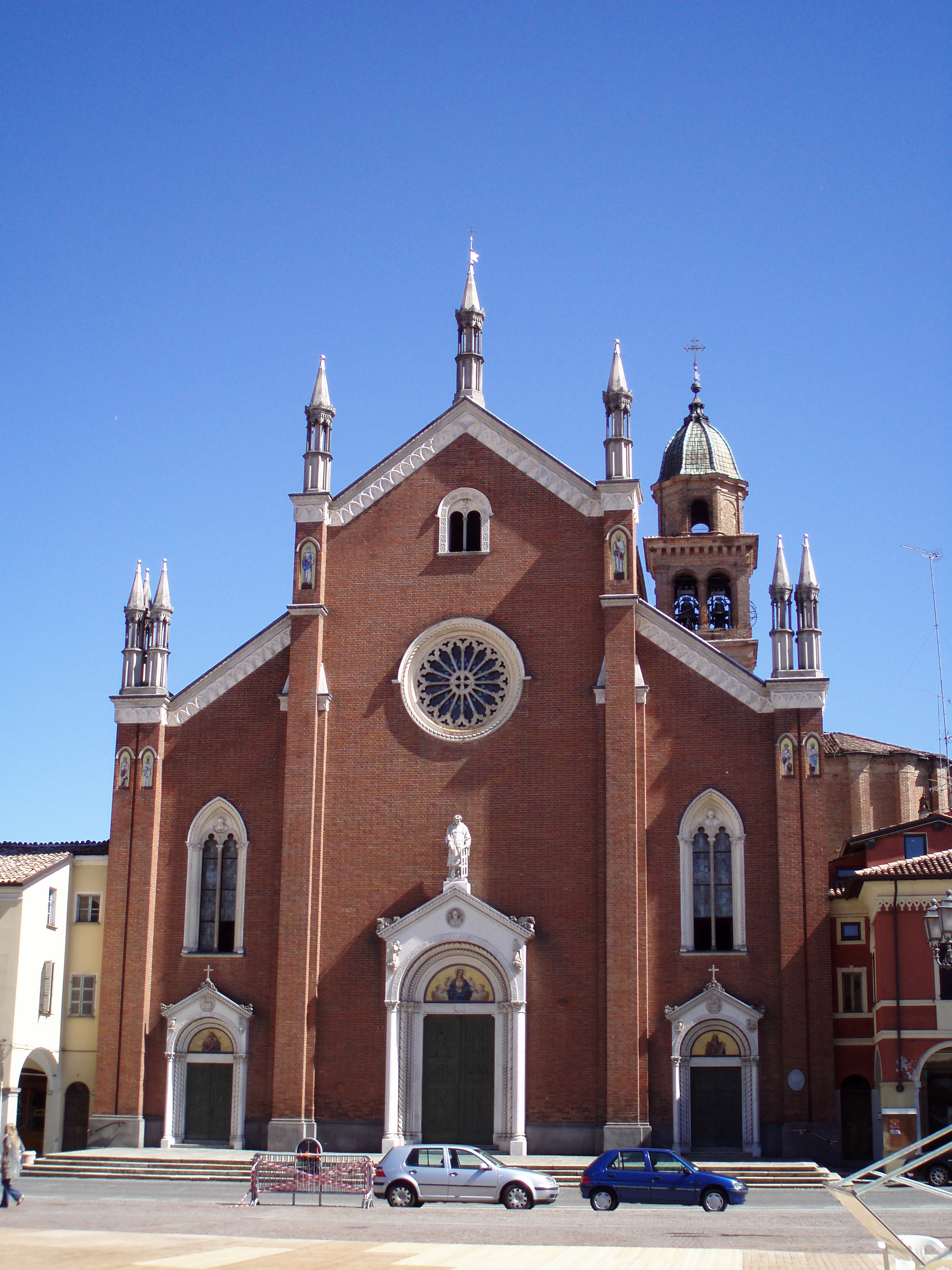
La basilica di Santa Maria delle Grazie a Cortemaggiore

- Abbazia di San Colombano a Bobbio (614), fondata da san Colombano, costruita in stile romanico
- Duomo di Piacenza (1122-1233), chiesa madre della diocesi di Piacenza-Bobbio, costruita in stile romanico.
- Duomo di Bobbio (XI secolo), concattedrale della diocesi di Piacenza-Bobbio, stile romanico.
- Basilica di Santa Maria di Campagna a Piacenza (1522-1528) in stile rinascimentale, contiene un vasto ciclo pittorico manierista del primo Cinquecento del Pordenone e tele barocche di Guido Reni e dei Procaccini.
- Basilica di Sant'Antonino a Piacenza (350-375) in stile romanico, conserva le reliquie di Antonino, martire cristiano ucciso presso Travo.
- Basilica di Santa Maria delle Grazie a Cortemaggiore (1480-1495), conserva al suo interno un polittico di dodici tavole Filippo Mazzola.

### Architetture civili
- Palazzo Comunale a Piacenza (1281), sede del governo cittadino nel Medioevo.
- Palazzo Farnese a Piacenza (XVI secolo), voluto dal duca Ottavio Farnese e progettato dal Vignola come palazzo di rappresentanza, incompleto a causa delle mutate condizioni politiche intercorse tra la progettazione e l'interruzione dei lavori.

### Architetture militari

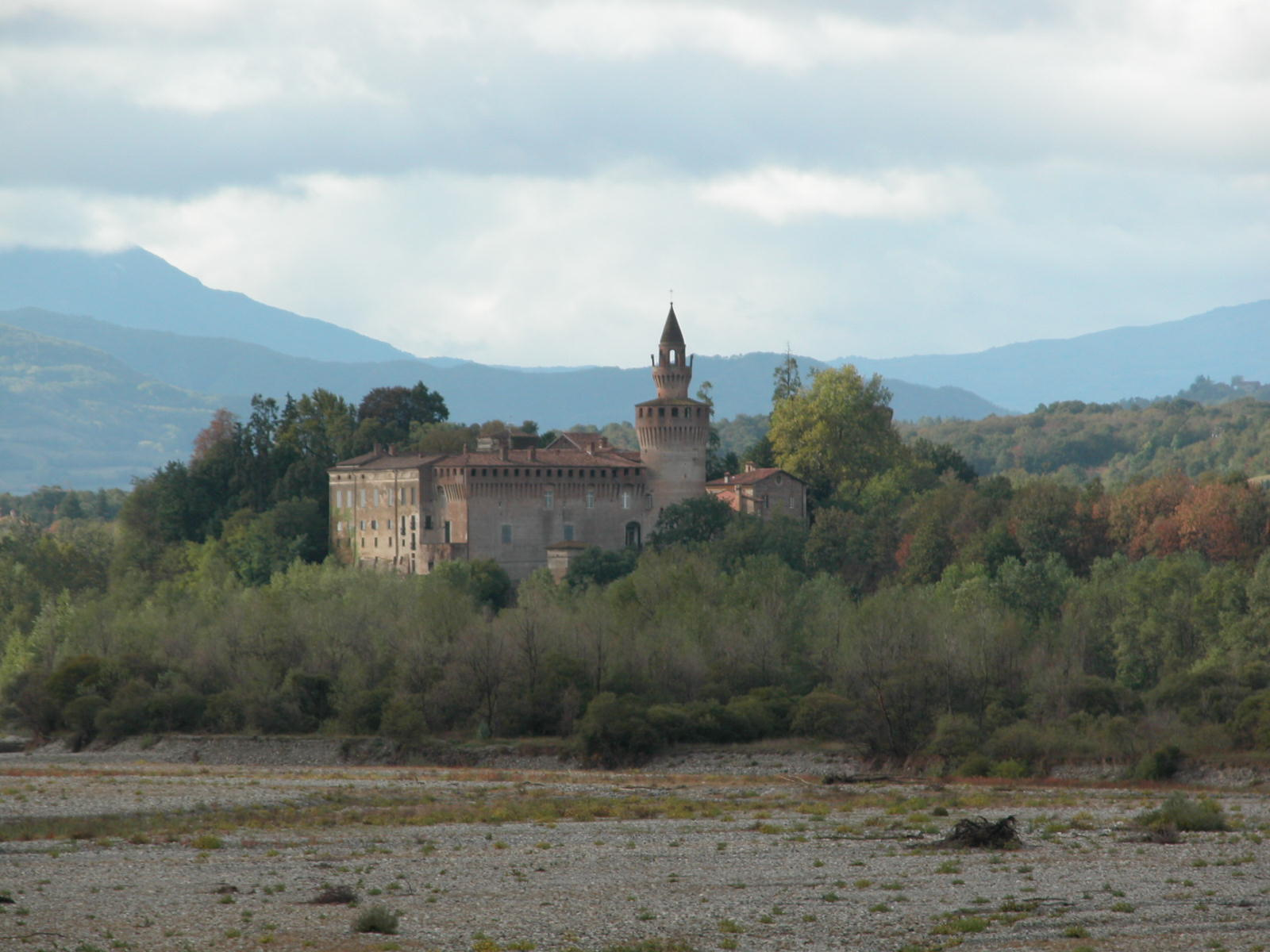
Il castello di Rivalta visto dal Trebbia

- Castello di Rivalta, inserito nell'omonimo borgo fortificato in comune di Gazzola, posto a guardia dell'accesso alla val Trebbia dalla pianura.
- Castello di Grazzano Visconti, fortilizio situato nel comune di Vigolzone costruito nel 1395 da Giovanni Anguissola. Passato nell'Ottocento alla famiglia Visconti di Modrone venne restaurato ai primi del novecento dal conte Giuseppe Visconti di Modrone il quale fece costruire ex novo un piccolo borgo fortificato in stile neo-medievale progettato dall'architetto Alfredo Campanini.
- Rocca Viscontea, costruita tra il 1342 e il 1347 per opera della città di Piacenza, prima, e dei Visconti, dopo, domina il borgo fortificato di Castell'Arquato.
- Castello di Riva, posto sulla riva destra del torrente Nure, nel comune di Ponte dell'Olio, tra il corso d'acqua e la strada che collega Piacenza a Ferriere, controllava il passaggio dalla pianura ai primi rilievi della val Nure.
- Castello di Vigoleno complesso fortificato situato nella parte occidentale della provincia, nel comune di Vernasca, nei pressi del confine con il parmense, venne edificato nel X secolo e fu, poi, ripetutamente distrutto finno alla riedificazione nelle forme definitive avvenuta nel 1389.

### Siti archeologici

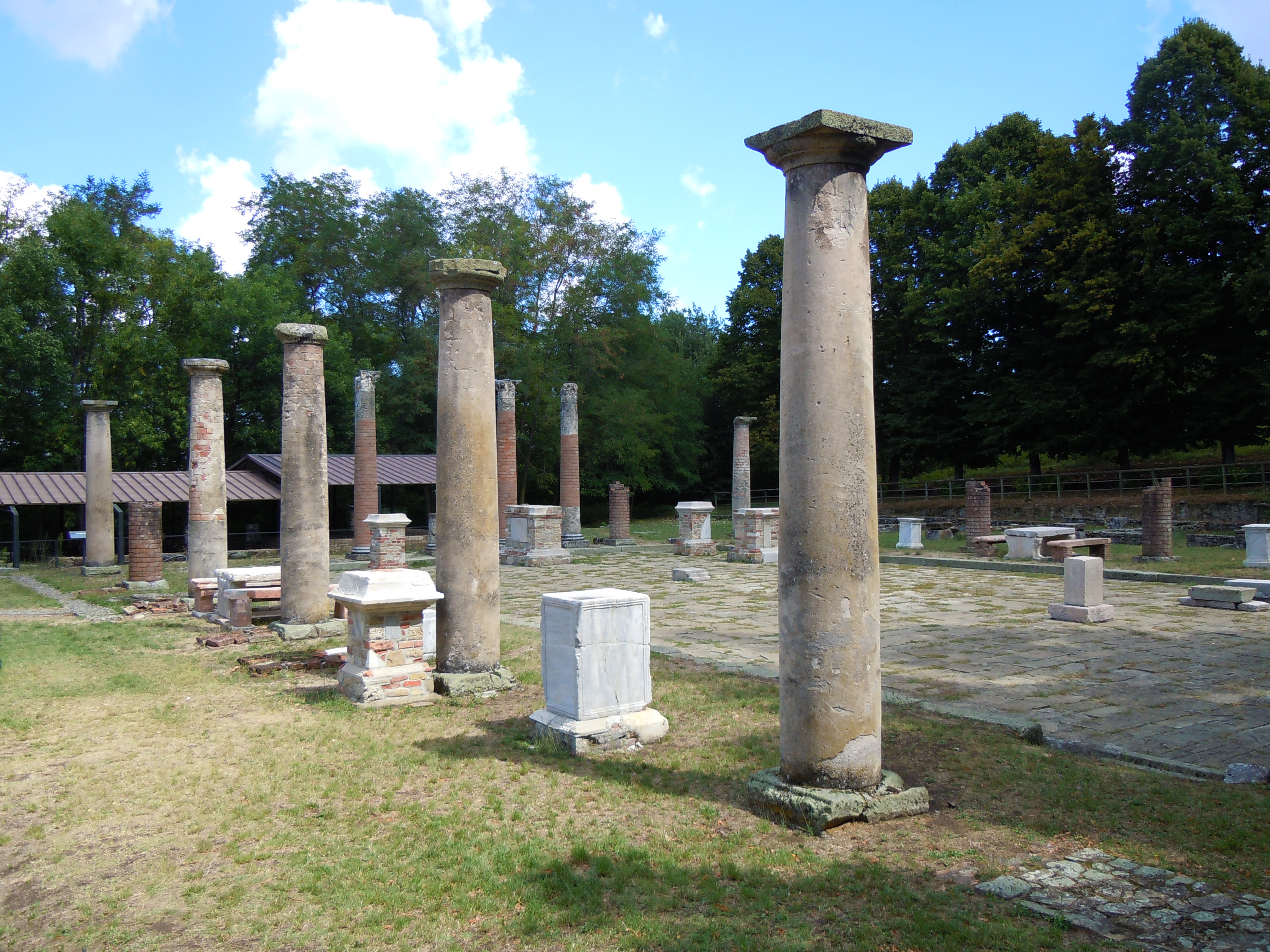
Gli scavi archeologici di Veleia

- Scavi archeologici di Veleia, situati nel territorio comunale di Lugagnano Val d'Arda, ospitano i resti di un municipium romano caduto in rovina a partire dal IV secolo; nel 1747 vi fu trovata la tabula alimentaria traianea, conservata al museo archeologico nazionale di Parma.
- Piana di San Martino, posta nel comune di Pianello Val Tidone, contiene i resti di un insediamento abitato nella Preistoria, tra l'età del Bronzo e l'età del ferro e, poi, successivamente, in epoca tardoantica e medievale. Il sito è stato reinterrato nel 2018 per garantirne la conservazione[91].

### Aree naturali
- Oasi de Pinedo, in comune di Caorso, zona tutelata dal Piano territoriale di coordinamento provinciale e dal Piano paesistico regionale. Si trova nella fascia di tutela della centrale elettronucleare e per questo è stata preservata. Si presenta come zone di golena con lanche, canneti, boschi ripariali e residui di vegetazione planiziale[92].
- Parco di Isola Giarola, in comune di Villanova sull'Arda, nato dopo interventi di rinaturalizzazione su una cava, le sponde, ormai completamente rinaturalizzate, ospitano flora e fauna degli ambienti umidi perifluviali[93].
- Parco provinciale Monte Moria, situato tra i comuni di Lugagnano Val d'Arda e Morfasso con un'estensione di più di 10 chilometri quadrati. La sua istituzione risale agli anni '20 con l'intento di valorizzare il patrimonio forestale[94].
- Parco regionale dello Stirone e del Piacenziano compreso tra i comuni di Alseno, Castell'Arquato, Carpaneto Piacentino, Gropparello, Lugagnano val d'Arda, Vernasca, Fidenza e Salsomaggiore Terme (questi ultimi due in provincia di Parma), istituito nel 2011 con una legge regionale unendo i due parchi dello Stirone e del Piacenziano. Nel parco sono presenti reperti fossili dell'era Terziaria e Quaternaria, portati alla luce dall'erosione[95].
- Parco regionale fluviale del Trebbia, comprende tutto il basso corso del Trebbia da Rivergaro alla confluenza nel Po, per un totale di 4.049 ettari caratterizzati da un ambiente fluviale che alterna periodi di piena a periodi di siccità in cui il fiume si suddivide in più parti nel greto ricoperto di ciottoli[96].

## Società

### Evoluzione demografica
La tabella seguente riporta l'evoluzione del numero dei residenti nella provincia dal 2001 al 2021:
| Anno | Residenti |
| ---- | --------- |
| 2001 | 263 855   |
| 2002 | 267 274   |
| 2003 | 270 946   |
| 2004 | 273 689   |
| 2005 | 275 861   |
| 2006 | 278 224   |
| 2007 | 281 616   |
| 2008 | 285 922   |
| 2009 | 288 003   |
| 2010 | 289 875   |
| 2011 | 284 440   |
| 2012 | 286 336   |
| 2013 | 288 483   |
| 2014 | 288 013   |
| 2015 | 287 702   |
| 2016 | 287 246   |
| 2017 | 287 375   |
| 2018 | 287 657   |
| 2019 | 287 791   |
| 2020 | 285 701   |
| 2021 | 285 943   |

### Etnie e minoranze straniere
Al 31 dicembre 2023 nel territorio provinciale risultano essere residenti 43 084 stranieri (21 612 uomini e 21 472 donne), pari al 15.05% dell'intera popolazione.
Di seguito sono riportate le comunità con più di 1 000 individui:
- Romania: 7 100
- Albania: 5 263
- Marocco: 4 151
- India: 2 652
- Egitto: 2 337
- Ucraina: 2 313
- Ecuador: 1 763
- Macedonia del Nord: 1 732
- Cina: 1 186
- Tunisia: 1 012

### Lingue e dialetti
Accanto all'italiano è ancora presente il dialetto piacentino, ascritto alla lingua emiliana nonostante i diversi elementi condivisi con quelle lombarda e piemontese. Sull'Appennino sono invece presenti dialetti di transizione tra emiliano e ligure, che cedono il passo a varietà liguri in alcuni comuni dell'alta val Trebbia; in zona è riconoscibile il peculiare dialetto bobbiese.

### Religione
Nella giurisdizione ecclesiastica della chiesa cattolica, gran parte del territorio della provincia coincide con l'area della diocesi di Piacenza-Bobbio. Essa è suddivisa in 7 vicariati e comprende, oltre a gran parte del piacentino, anche l'alta val Trebbia genovese, parte dell'Oltrepò Pavese, la val Taro e la val Ceno nel Parmense Vicariati e comunità pastorali, su diocesipiacenzabobbio.org. URL consultato il 6 dicembre 2020. Fanno invece parte della diocesi di Fidenza le parrocchie situate nei comuni di Castelvetro Piacentino, Monticelli d'Ongina e Villanova sull'Arda, riunite nel vicariato della Bassa Piacentina.

### Tradizioni e folclore
La zona della provincia più conservatrice per quanto riguarda il folklore è l'area dell'Appennino, cioè quella rimasta più isolata da certe influenze esterne e dalla modernità. Il patrimonio delle tradizioni di buona parte dell'Appennino piacentino è riconducibile a quello dell'area delle Quattro Province. Con questo nome si definisce un territorio prevalentemente montuoso suddiviso amministrativamente tra le province di ben quattro regioni distinte: Genova (Liguria), Piacenza (Emilia-Romagna), Pavia (Lombardia) e Alessandria (Piemonte), dove la gente ha mantenuto per secoli usi e costumi molto simili. Ciò è evidente soprattutto per quanto riguarda i canti, la musica, i balli e le feste popolari. Le alte valli piacentine comprese in questo territorio sono la val Trebbia, la val Tidone, la val d'Aveto e la val Boreca, mentre la val Nure risente in maniera minore di questo patrimonio e la val d'Arda ne è esclusa.

#### Canti
I canti folkloristici di Piacenza e del territorio circostante sono scomparsi almeno dall'inizio del XX secolo. Facevano parte di un genere noto come matinäda, che prendeva il nome dal momento della giornata nella quale venivano eseguiti, la mattina appunto. I brani della matinäda erano per lo più a carattere amoroso e simili a quelli di altre zone dell'Italia settentrionale. Composti da quattro o sei versi endecasillabi - raramente otto - che seguivano ritmi differenti, venivano intonati durante le attività lavorative o all'inizio della primavera, con accompagnamento di chitarra e fisarmonica, per corteggiare le ragazze nubili. I testi erano cantati in dialetto piacentino, ma talvolta inframmezzati da voci derivanti da varietà di altre lingue gallo-italiche o da storpiature del toscano. Ciò è stato spiegato con l'origine non autoctona di parte di essi, nati dunque in altre province e regioni circostanti e adattati al piacentino.
Il genere era impropriamente conosciuto anche come buśinäda, termine che in realtà indicava un tipo di composizione poetica di un cantastorie o verseggiatore popolare, che in versi descriveva avvenimenti reali e li esponeva spesso in forma ironica o satirica. Sebbene siano per lo più conosciute nella loro versione milanese, tali opere letterarie, pubblicate su fogli volanti, erano realizzate anche nel Piacentino.
I cori dell'Appennino piacentino risultano invece influenzati dal trallallero genovese.

#### Musica e balli
La musica dell'Appennino piacentino, compreso nell'area delle quattro province, è tradizionalmente eseguita con piffero dell'Appennino, müsa (simile alla piva più comune in val Nure) e fisarmonica. La müsa, una cornamusa appenninica ad un solo bordone, è forse lo strumento più caratteristico e che attira le maggiori curiosità. Lo strumento cadde in disuso ad inizio del XX secolo, soppiantata dalla più moderna fisarmonica. Negli ultimi decenni è ricomparsa ed è tornata ad accompagnare il piffero, unendosi addirittura alla fisarmonica.
È possibile ascoltare i suonatori di questi strumenti alle feste da ballo nei paesi e nelle frazioni dell'Appennino piacentino (o in quelli delle province limitrofe) o in alcuni festival folkloristici che si tengono in estate.
In occasione di sagre, feste del patrono, festival folkloristici, celebrazioni della Pasqua o del Carnevale è possibile assistere all'esibizione degli strumenti tipici che eseguono musiche da ballo come la giga (a due o a quattro), la monferrina o l'alessandrina. Esisteva un tempo anche la bisagna, danza scomparsa e recentemente ricostruita nel comune di Ferriere. Qualcuno l'ha ricordata come un ballo eseguito con i bastoni (come nel ballo del Morris inglese), dopo che erano andati perduti i passi e per anni era stata riproposta solo come musica per piffero. Altre fonti non citano però l'uso dei bastoni.
All'inizio dell Novecento nelle campagne piacentine era ancora diffuso il ball dal ferì - detto anche ball dal frì nelle zone montuose - (ballo del ferito), un ballo di gruppo in forma ludica. Accompagnato da chitarra e fisarmonica, era eseguito da una coppia di ballerini scelti, attraverso battute prestabilite, da una figura che conduceva le danze. I ballerini si scambiavano un botta e risposta di rime durante la danza, le quali erano utilizzate per fare complimenti, tessere lodi, lanciare sfide o vendette amorose, effettuare dichiarazioni d'amore o con l'intento d'indispettire il partner. Dopo un paio di giri si interrompeva per cambiare compagno o compagna e riprendere con i passi e le rime. Altri balli a figure e a simboli di simile tipologia erano il ball dal tu-tu, il ball dal ciär, il ball dal cüsein e il ball dal specc' , frequenti sulle aie nel periodo dello scartocciamento del granoturco.

#### Festività e celebrazioni
Ad esclusione delle feste patronali, sono poche le feste tradizionali sopravvissute alla modernità e allo spopolamento delle aree rurali, in particolare dell'Appennino. Tuttavia, è proprio nelle zone di montagna che si svolgono ancora le celebrazioni legate al ritorno della primavera. Si tratta del Calendimaggio, che generalmente si svolge la sera del 30 aprile. Con questo nome si definisce una festa di natura pagana, di probabile origine celtica (forse collegata a Beltaine), diffusa in quasi tutta l'Europa e che in Italia si è mantenuta vitale prevalentemente nei territori più isolati. Nell'alta val Trebbia piacentina questo evento è noto anche come Carlin di maggio, festeggiato a Marsaglia di Corte Brugnatella la sera del 30 aprile, in val Tidone è celebrato come Festa d'la galeina grisa (Festa della gallina grigia), Cantamaggio in val d'Arda e semplicemente Calendimaggio in alta val Nure. Relegati ai centri appenninici, gli appuntamenti legati al Calendimaggio avevano luogo in una più vasta zona delle campagne piacentine ancora nella seconda metà del XIX secolo.
Il 17 gennaio si celebra in varie località della provincia, Piacenza compresa, la ricorrenza di Sant’Antonio abate, con la benedizione di cavalli, asini, muli e animali da compagnia, oltre al pane, al sale e all’olio curativo impiegato tradizionalmente per sanare l’herpes zoster, contro la quale il santo viene invocato.
I festeggiamenti del Carnevale sono ancora sentiti a Fiorenzuola d'Arda, dove l'evento è conosciuto come Zobia (Śobia in piacentino). Con questo nome si identificano una figura femminile antiestetica e inquietante, come una strega, e il falò sul quale arde. Tale personaggio sembra fosse nato per deridere gli ebrei che commerciavano abiti usati, ma la connotazione antisemita non è più presente. I falò, spesso alimentati da fantocci dati alle fiamme, erano caratteristici di varie località della provincia e il loro allestimento è ancora presente a Borgonovo Val Tidone, dove è denominato Brüśa la veccia (Brucia la vecchia), e a Gropparello. A Bobbio, per Carnevale, sopravvivono le tradizioni del ballo in maschera e della seconda sfilata in periodo quaresimale. Scomparse sono le maschere di Piacenza: il pavido e sbruffone ciabattino della città Tulein Cücalla con la vezzosa e pettegola moglie Cesira, lo scaltro montanaro dell'Appennino Vigion e la consorte Lureinsa, madre bonaria e robusta che aiuta il marito nei sotterfugi. Cadute in disuso sono anche le sfilate carnevalesche dell'Appennino, che erano guidate da una maschera dalle sembianze disarmoniche e sgraziate, detta U brüttu (Il Brutto) o A Bestra (La Bestia).
A Bobbio, in occasione della celebrazione di San Giuseppe, la sera del 19 febbraio, si brucia un fantoccio sui falò (Fuiè ad San Giüsèp), simbolo dell'inverno che si sta concludendo, per segnare la transizione verso la primavera.
Nei giorni di Pasqua e Lunedì dell'Angelo a Fiorenzuola d'Arda e a Lugagnano Val d'Arda si svolge il combattimento con le uova, noto come Ponta e cül (Punta e fondo) o Ponta l'öv (Spingi l'uovo), durante il quale i partecipanti si sfidano a rompere le estremità delle uova dell'avversario urtandole con piccoli colpi. Tale passatempo era praticato anche nelle feste rionali di Piacenza, dove era conosciuto come ciucä i öv (battere le uova).
Per la festa di san Giovanni Battista, la sera del 23 giugno si riempie per tre quarti un vaso o una bottiglia di vetro, aggiungendovi l’albume di un uovo: la forma che si manifesterà nel recipiente predirebbe un fortunato evento: un viaggio, una ricchezza o l’amore (l'operazione è replicata nella notte tra il 28 e il 29 dello stesso mese, per la festività dei santi Pietro e Paolo, ed è nota come barca di San Pietro). In passato era credenza che la "rugiada di San Giovanni", raccolta la mattina del 24 avesse poteri miracolosi, come quelli di prevenire le malattie legate alla vista o all’udito e di aiutare le madri in difficoltà nell’allattamento.
Nelle tradizioni piacentine estinte era convinzione che i morti tornassero alle proprie abitazioni terrene nella notte tra Ognissanti e la Commemorazione dei defunti, rispettivamente 1 e 2 novembre. Ancora nei primi decenni del XX secolo i valligiani dell'Appennino si alzavano all'alba per cedere il proprio letto ai morti stanchi del viaggio dall'Oltretomba, ai quali venivano lasciati pere e castagne e un lume acceso. Tipici di quei giorni erano dei dolci denominati fave dei morti e le vere e proprie fave. Questi ed altri legumi, ma anche svariati tipi di alimenti, venivano raccolti dai ragazzi poveri bussando alle porte delle famiglie più abbienti di Piacenza. La questua era praticata anche in diversi paesi, da parte di bambini o giovani, nelle osterie o nelle case a seconda delle consuetudini locali. Lumi di vario tipo, come candele, lampade o luminarie, accesi nelle abitazioni, sono stati presenti in tutto il Piacentino per buona parte del XX secolo.
Ancora sentita è la ricorrenza legata all'arrivo di Santa Lucia da Siracusa il 13 dicembre. Come in altre località della Lombardia, del Veronese e del Trentino, anche nel Piacentino questo giorno è molto atteso dai bambini, cui la Santa durante la notte farà visita con l'asinello per dispensare loro dolci e doni di ogni sorta.

#### Giochi di carte
Per i giochi di carte come scopa (scua), asso pigliatutto (ass ciapatütt), cava camicia (cäva camiśa), rubamazzo, briscola (briscula) e merda o asino sono impiegte le carte piacentine, a figure spagnole, con semi a segni francesi. Furono introdotte dalle truppe francesi durante l'occupazione napoleonica e ridisegnate a Piacenza a figure doppie (anche dette specchiate), assumendo l'aspetto attuale nel XIX secolo.

#### Creature leggendarie
Come in molte zone d'Italia e d'Europa, anche nel folclore piacentino è ricorrente il folletto (fulëtt), entità dispettosa che nasconde gli utensili domestici, scherza pesantemente con le donne picchiandole, spettinandole e privandole delle coperte nel letto, prende a schiaffi o pizzica gli uomini dormienti, rompe oggetti, sghignazza in modo sguaiato, fa rumori nella notte e disturba gli animali nelle stalle. Sua vittima prediletta sono i cavalli, che disturba fino allo sfinimento nelle ore notturne e ai quali intreccia la criniera.
Le creature spaventose che terrorizzano i bambini sono al mägu, che non è un mago, ma una sorta di babau, e il ben noto omm negar, cioè l'uomo nero.
L'omm salvädag o uomo selvatico, ricorrente nei racconti di molte zone dell'Italia settentrionale, è invece un furtivo umanoide scimmiesco, interamente ricoperto di peli, che vive nei boschi.
Rè da biss (re di bisce) è la denominazione attribuita ad un biacco o ad una natrice che ha subito una mutazione dopo essere stata mozzata da una falce nell'erba: l'incidente fa sì che la parte del tronco rimasta priva di coda cresca enormemente e sviluppi un'orripilante cresta sulla testa.
Bargniff, nome di un'entità fatata e spaventosa che vive sotto i ponti o negli acquitrini delle zone più prossime al Po e che pone indovinelli a chi transita a notte fonda, gettando in acqua chi non trova la soluzione, è passato ad indicare il diavolo.
Sono rari i racconti che hanno per protagonista la fata (fäta).

### Istituzioni, enti e associazioni

#### Sanità
Il più importante centro sanitario della provincia è l'ospedale di Piacenza. Questi i principali presidi ospedalieri provinciali:
- Ospedale "Guglielmo da Saliceto" di Piacenza (Area ospedaliera di Piacenza);
- Ospedale di Fiorenzuola d'Arda (Area ospedaliera della Val d'Arda);
- Ospedale di Castel San Giovanni (Area ospedaliera della Valtidone);
- Ospedale di Bobbio (Area ospedaliera della montagna).

## Cultura

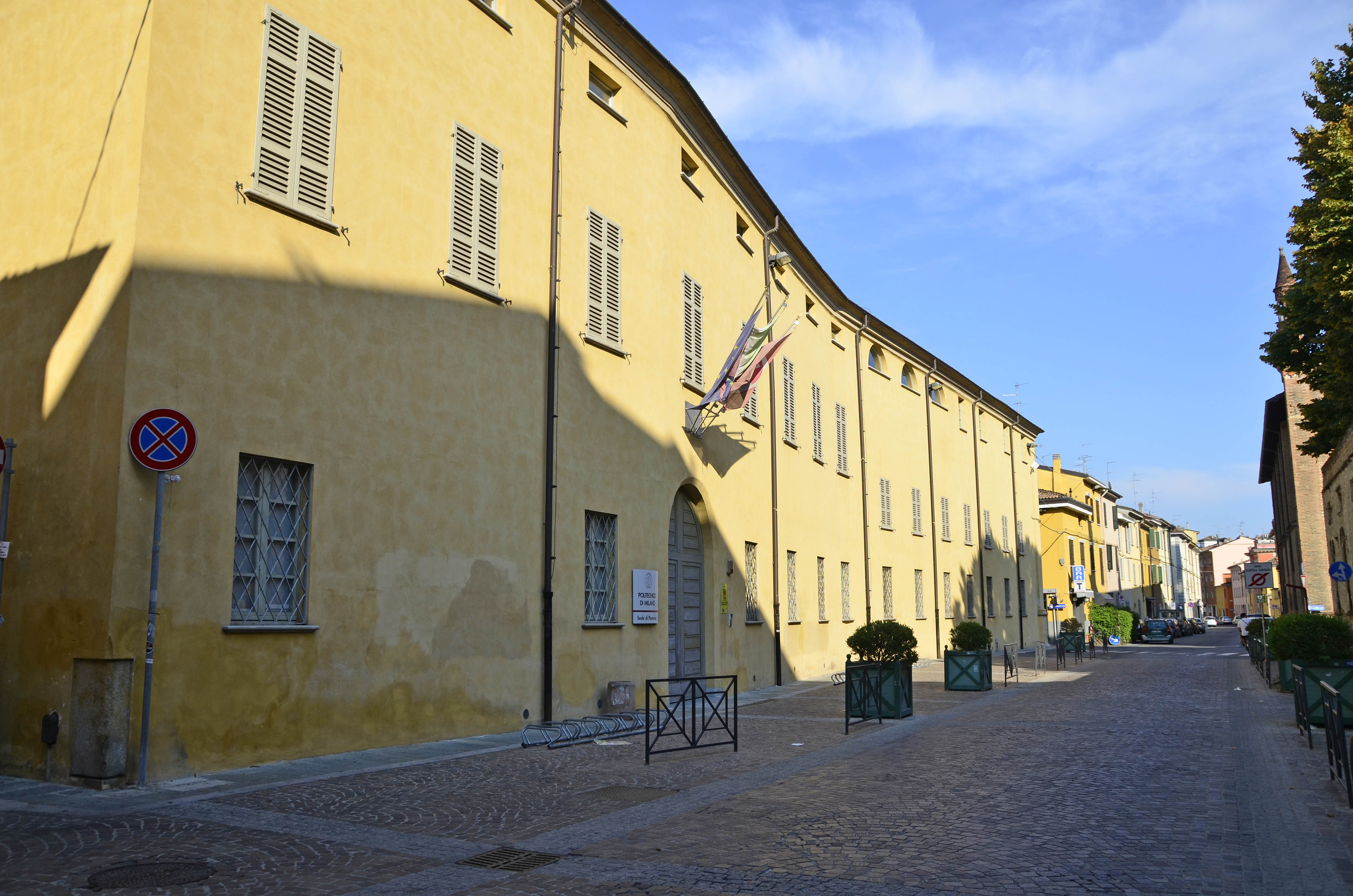
La sede piacentina del Politecnico di Milano

### Università
Le sedi universitarie della provincia sono concentrate nel capoluogo dove si trovano una sede dell'università Cattolica del Sacro Cuore di Milano con le facoltà di economia e giurisprudenza, scienze agrarie, alimentari e ambientali e scienze della formazione, una sede del Politecnico di Milano con corsi di laurea in ingegneria e architettura e la sede distaccata del corso di laurea in infermieristica dall'università degli Studi di Parma. La stessa sede che ospitava il corso in infermieristica ha ospitato fino al 2018 anche il corso di laurea in fisioterapia che, a partire dall'autunno di quell'anno è stato spostato in una nuova sede situata a Fiorenzuola d'Arda Piacenza ospita inoltre il conservatorio Giuseppe Nicolini e lo studio di teologia attivo nel collegio Alberoni, affiliato alla facoltà di teologia della pontificia università "San Tommaso d'Aquino" di Roma.

### Musei
Tra i musei principali della provincia:

#### Musei a Piacenza
- Musei Civici di Palazzo Farnese, ospitati nel palazzo vignolesco, divisi in sezioni dedicate al Medioevo, al Rinascimento, ai Fasti Farnesiani, ai vetri e alle ceramiche, alla pinacoteca, alle armi, alle carrozze, all'archeologia e al Risorgimento. Qui è conservato il fegato etrusco di Piacenza[145].
- Museo di Storia Naturale, situato fino al gennaio 2025 presso lo Urban Center, area nata dalla riqualificazione dell'ex macello cittadino, e temporaneamente chiuso da quella data in previsione del trasferimento in una nuova sede[146]. Il museo era suddiviso in stanze dedicate agli ambienti pianiziale, collinare e montuoso della provincia di Piacenza[147].
- Galleria d'arte moderna Ricci Oddi: galleria d'arte aperta nel 1931 che raccoglie una serie di opere di datazione compresa tra il 1830 e il 1930 provenienti dalla collezione privata raccolta da Giuseppe Ricci Oddi a partire dal 1898[148].
- Collegio Alberoni, vasto complesso architettonico dotato di una pinacoteca, osservatorio astronomico, museo di scienze naturali e biblioteca[149].

#### Musei in provincia

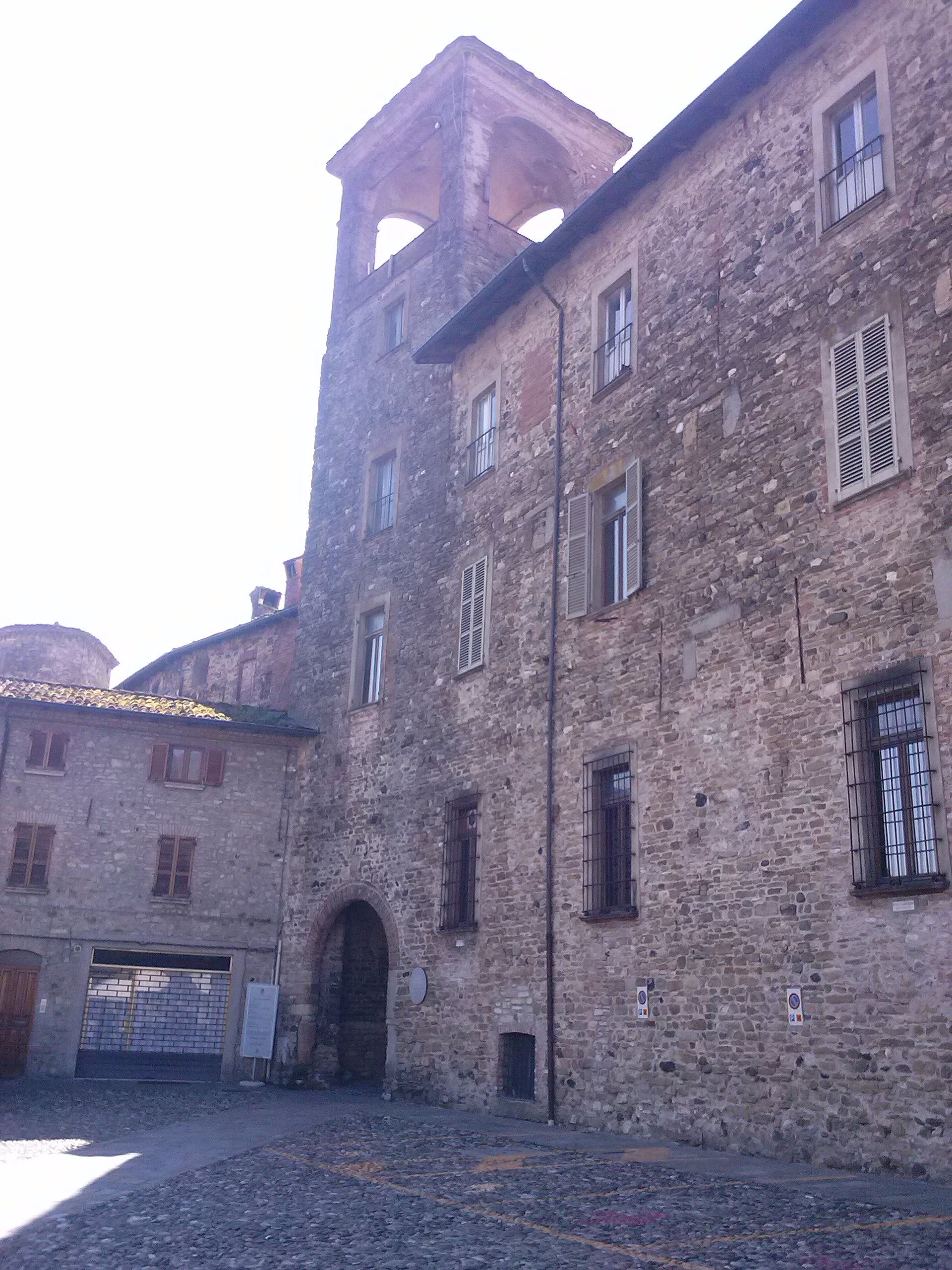
Il castello Anguissola di Travo, sede del museo archeologico

- Museo dell'Abbazia di San Colombano di Bobbio, allestito nella parte del monastero che originariamente ospitava la biblioteca e lo scriptorium, include reperti legati alla storia cittadina e all'abbazia, nonché al culto di san Colombano, che coprono un arco temporale che va dall'epoca romana fino al Rinascimento[150][151].
- Museo collezione Mazzolini di Bobbio, galleria d'arte moderna e contemporanea allestita all'interno dell'abbazia di San Colombano. Raccoglie 899 opere d’arte novecentesche provenienti dalla collezione privata di Domenica Rosa Mazzolini e opera di autori come Giorgio De Chirico e Fiorenzo Tomea[152].
- Museo archeologico della Val Tidone di Pianello Val Tidone, ospitato nei sotterranei della rocca municipale, conserva numerosi reperti rinvenuti nella val Tidone e nelle valli limitrofe[153].
- Museo archeologico di Travo, con sede nel Castello Anguissola, ospita i reperti raccolti dal gruppo di ricerca culturale “La Minerva” in collaborazione con la Soprintendenza Archeologica dell'Emilia-Romagna in alcuni dei 175 siti archeologici della val Trebbia[154]
- Museo della città di Bobbio, anch'esso ospitato in un'ala dell'abbazia di san Colombano raccoglie reperti relativi al Santo e all'attività dello scriptorium[155]
- Museo diocesano di Bobbio, situato nel palazzo vescovile
- Museo etnografico val Trebbia a Callegari di Bobbio, ideato come coacervo di oggetti e tradizioni popolari. Il percorso espositivo presenta vari mestieri tradizionali legati all'economia rurale della val Trebbia[156].
- Museo geologico G. Cortesi di Castell'Arquato, contenente i resti di un cetaceo fossile ritrovato nel 1934 sui calanchi del monte Falcone, nonché il cranio di una balenottera scoperto nel 1983 a Tabiano di Lugagnano e una collezione di molluschi fossili[157].
- Museo della Resistenza piacentina di Sperongia di Morfasso, ospita oggetti e documenti relativi alla resistenza nel piacentino.

### Cucina
La gastronomia piacentina vanta di diversi piatti tipici che col tempo sono diventati noti anche al di fuori della provincia stessa, come i pisarei e faśö e i tortelli alla piacentina
Un importante ruolo nella gastronomia piacentina è detenuto dai salumi, dei quali i tre più famosi, contrassegnati dal marchio DOP, sono il salame piacentino, la coppa piacentina e la pancetta piacentina. Grazie alla loro presenza, il piacentino è l'unica provincia italiana ad annoverare tre salumi DOP. Altri salumi che non godono dell'indicazione Dop sono la mariola, sorta di salame tipico specialmente della val Nure e che gode del riconoscimento di presidio Slow Food, il salame gentile e il lardo che, pestato insieme al prezzemolo (pistä 'd gras), viene anche usato come ingrediente in diversi piatti.
I salumi costituiscono il principale antipasto piacentino; altri piatti diffusi sono il salame cotto, i ciccioli (chiamati graséi in piacentino), la bortellina (burtlëina in piacentino) della val Nure, val Trebbia e val Tidone, sorta di frittella di farina, accompagnata con salumi o formaggi, il chisulén o torta fritta, tipico solo di alcuni comuni della bassa val d'Arda, ma comunissimo in altre province dell'Emilia-Romagna, a volte col nome di gnocco fritto, sempre in abbinamento coi salumi, il batarö, una focaccina originaria della val Tidone, la polenta fritta e la torta di patate tipica dell'alta val Nure.
Le salse più note sono la salsa di noci (ajà) e il pesto di matrice ligure sull'Appennino, zona che ha sempre risentito dell'influenza di Genova e della Liguria, la salsa di prezzemolo e la salsa di fegatini alla Farnese.
Tra i primi piatti vi sono i già citati pisarei e fasö, gnocchetti di pane e farina con condimento di sugo ai fagioli, e tortelli alla piacentina, gli anolini (anvëin), pasta fresca con ripieno di stracotto di carne servita in brodo, gli anolini all'uso della val d'Arda, variante di quelli appena citati nella quale allo stracotto viene si sostituisce il formaggio, i tortelli di zucca, differenti da quelli di Mantova e Cremona per l'assenza degli amaretti, i tortelli di castagne, tipici della montagna, i malfatti e i maccheroni fatti con l'ago da calza (macaron cun l'agùcia) di Bobbio, le mezze maniche dei frati, sorta di grossi maccheroni ripieni, le tagliatelle o le trofie con salsa di noci tipiche della montagna e della Liguria, il risotto alla Primogenita, il risotto coi funghi, il riso e verza (con costine di maiale), il risotto coi fegatini, il risotto coi codini di maiale e i panzerotti alla piacentina (cilindretti di pasta fresca al forno ripieni di ricotta, bietole e grana padano), piatto di recente introduzione.
Comunissimi tra i secondi sono l'anatra e la faraona arrosto, la pìcula 'd cavall, lo stracotto d'asina, lo stracotto alla piacentina, la bomba di riso di Bobbio, le lumache alla bobbiese, il tasto o tasca (punta di vitello ripiena) variante della cima alla genovese che è di casa sull'Appennino, la delicata anguilla in umido, l'anguilla marinata nota come burattino o büratein, gli zucchini ripieni dell'Appennino che mostrano chiare tracce liguri e, tra i secondi più poveri, il merluzzo in umido e la polenta, disponibile in diverse varianti tra cui consa, cioè con strati di sugo e formaggio grana, oppure con i ciccioli, o in accompagnamento alla pìcula 'd caval.

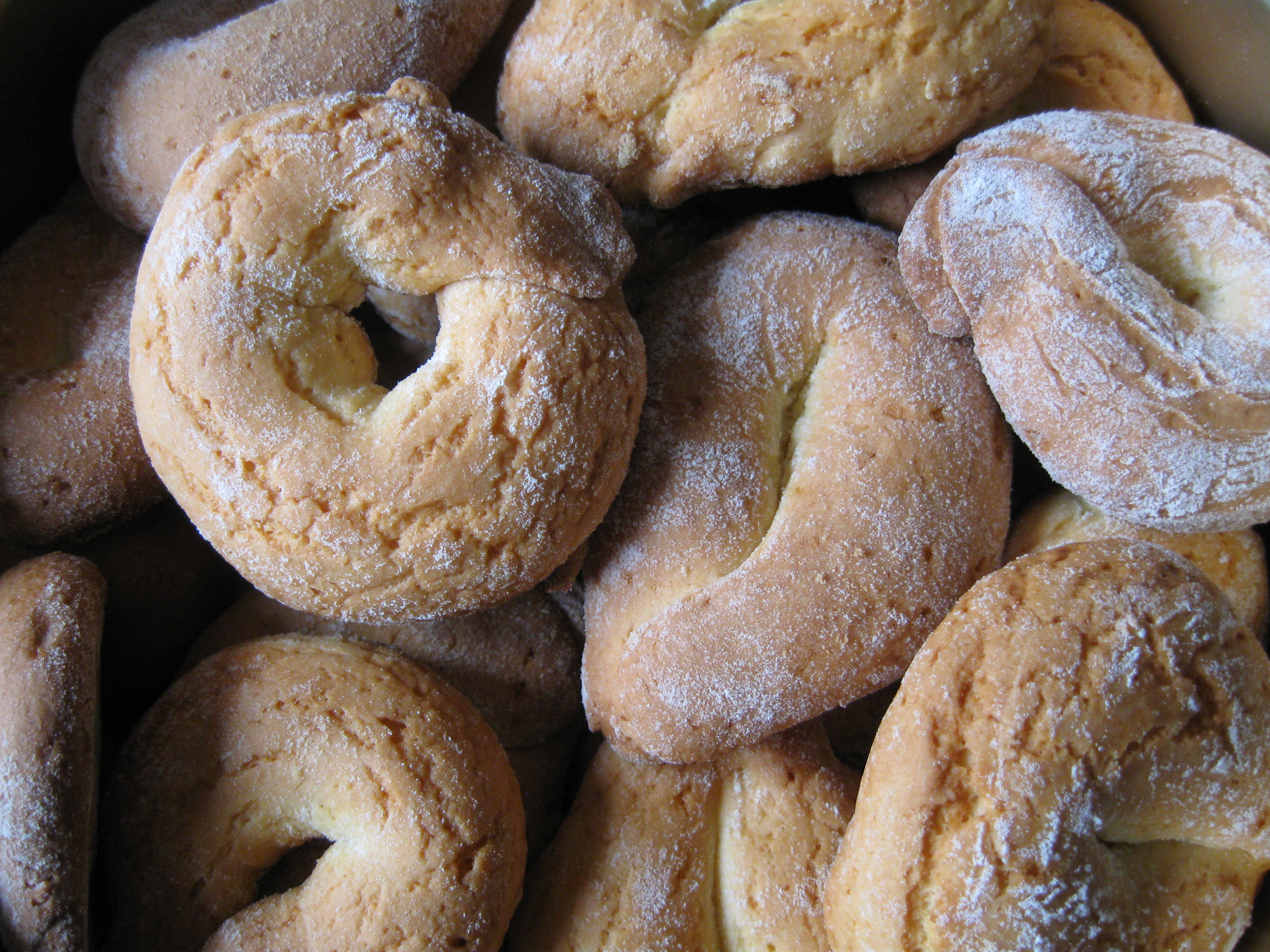
Buslanein fatti in casa

I formaggi D.O.P. sono il Grana Padano e il Provolone Val Padana; nelle zone di montagna vengono ancora prodotti formaggi con latte di pecora, capra e vacca tra cui il formaggio da cui escono i vermi saltaréi, la cui commercializzazione è stata vietata a seguito di direttive a livello europeo, ma che continua ad essere prodotto a livello famigliare.
Non esiste una grande tradizione dolciaria, comunque i dessert non mancano: i turtlìt (tortelli dolci), le crostate, il latte in piedi, il buslàn (ciambella) e i buslanëin (ciambelline) e la spongata molto comune in val d'Arda, una torta probabilmente di origine ebraica diffusa anche in provincia di Parma. Comunissima sulle tavole del piacentino, così come in altre zone della Lombardia e dell'Emilia, è la torta sbrisolona originaria, però, di Mantova.
Come si nota da questo lungo elenco di ricette della provincia, la città di Bobbio può vantare un buon numero di ricette locali, tantoché la propria cucina viene considerata, in alcuni casi, come a sé stante, separatamente dalla cucina del resto della provincia.

#### Enologia
Molto diffusa nel Piacentino è anche la viticoltura, attività la cui presenza nel piacentino è documentata fin dal primo millennio avanti Cristo
preci sono documentazioni che affermano la conoscenza della vite nel territorio), che apporta alla provincia di Piacenza vasta notorietà nel campo dell'enologia. Infatti diversi sono i vini prodotti all'interno della zona DOC dei Colli piacentini, che occupa la fascia collinare della provincia da est a ovest. I vini parte della DOC Colli Piacentini che hanno ottenuto la denominazione di origina controllata sono in tutto 31 afferenti a 14 tipologie Monterosso Val d'Arda, Trebbianino Val Trebbia, Valnure, Barbera, Bonarda, Malvasia, Pinot Nero, Sauvignon, Chardonnay, Pinot Grigio, Vin Santo di Vigoleno, Novello e Cabernet Sauvignon. A questi vini si aggiunge il Gutturnio, che ha una DOC a parte che lo riconosce in 5 varianti. La porzione di territorio della val Versa ricadente sotto la giurisdizione piacentina ricade all'interno delle zone DOC DOCG dell'Oltrepò Pavese.

## Geografia antropica

### Comuni
Appartengono alla provincia di Piacenza i seguenti 46 comuni: 
- Agazzano
- Alseno
- Alta Val Tidone
- Besenzone
- Bettola
- Bobbio
- Borgonovo Val Tidone
- Cadeo
- Calendasco
- Caorso
- Carpaneto Piacentino
- Castel San Giovanni
- Castell'Arquato
- Castelvetro Piacentino
- Cerignale
- Coli
- Corte Brugnatella
- Cortemaggiore
- Farini
- Ferriere
- Fiorenzuola d'Arda
- Gazzola
- Gossolengo
- Gragnano Trebbiense
- Gropparello
- Lugagnano Val d'Arda
- Monticelli d'Ongina
- Morfasso
- Ottone
- Piacenza
- Pianello Val Tidone
- Piozzano
- Podenzano
- Ponte dell'Olio
- Pontenure
- Rivergaro
- Rottofreno
- San Giorgio Piacentino
- San Pietro in Cerro
- Sarmato
- Travo
- Vernasca
- Vigolzone
- Villanova sull'Arda
- Zerba
- Ziano Piacentino

#### Comuni più popolosi

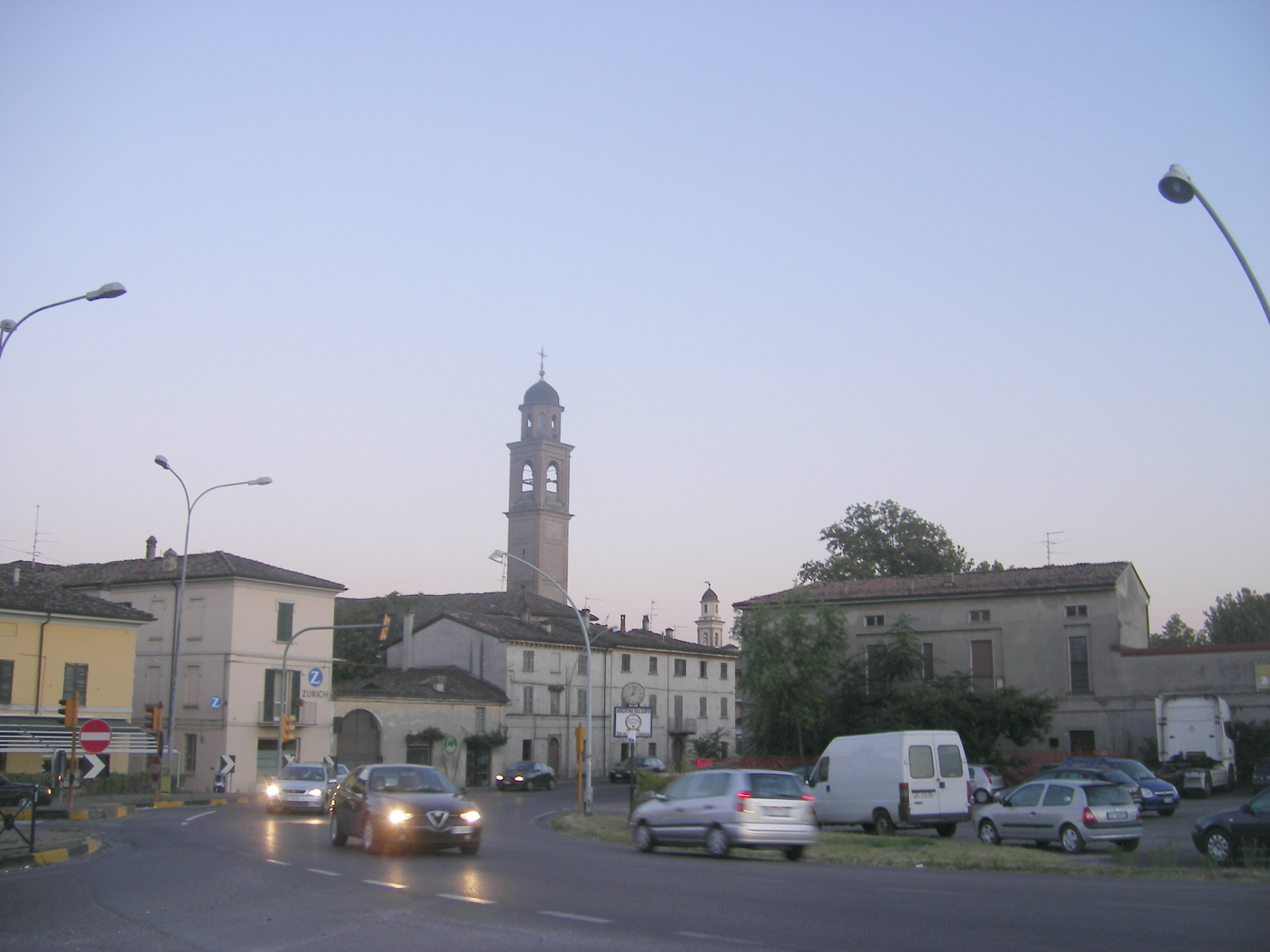
Fiorenzuola d'Arda

Di seguito è riportata la lista dei dieci comuni della provincia ordinati per numero di abitanti (Istat 31-08-2020):
| Pos. | Comune               | Abitanti | Superficie km² | Densità ab./km² | Altitudine m s.l.m. |
| ---- | -------------------- | -------- | -------------- | --------------- | ------------------- |
| 1    | Piacenza             | 103 498  | 118.24         | 867.79          | 89                  |
| 2    | Fiorenzuola d'Arda   | 15 039   | 59.77          | 256.2           | 80                  |
| 3    | Castel San Giovanni  | 13 797   | 44.04          | 310.65          | 74                  |
| 4    | Rottofreno           | 12 237   | 35.17          | 348.14          | 65                  |
| 5    | Podenzano            | 9 144    | 44.34          | 206.5           | 118                 |
| 6    | Borgonovo Val Tidone | 8 014    | 51.22          | 154.31          | 114                 |
| 7    | Carpaneto Piacentino | 7 628    | 63.08          | 122.7           | 114                 |
| 8    | Rivergaro            | 7 024    | 43.83          | 159.82          | 140                 |
| 9    | Pontenure            | 6 468    | 33.85          | 192.08          | 65                  |
| 10   | Cadeo                | 5 901    | 38.48          | 159.54          | 65                  |

Altre città:
| Comune | Abitanti | Stemma |
| ------ | -------- | ------ |
| Bobbio | 3 511    |        |

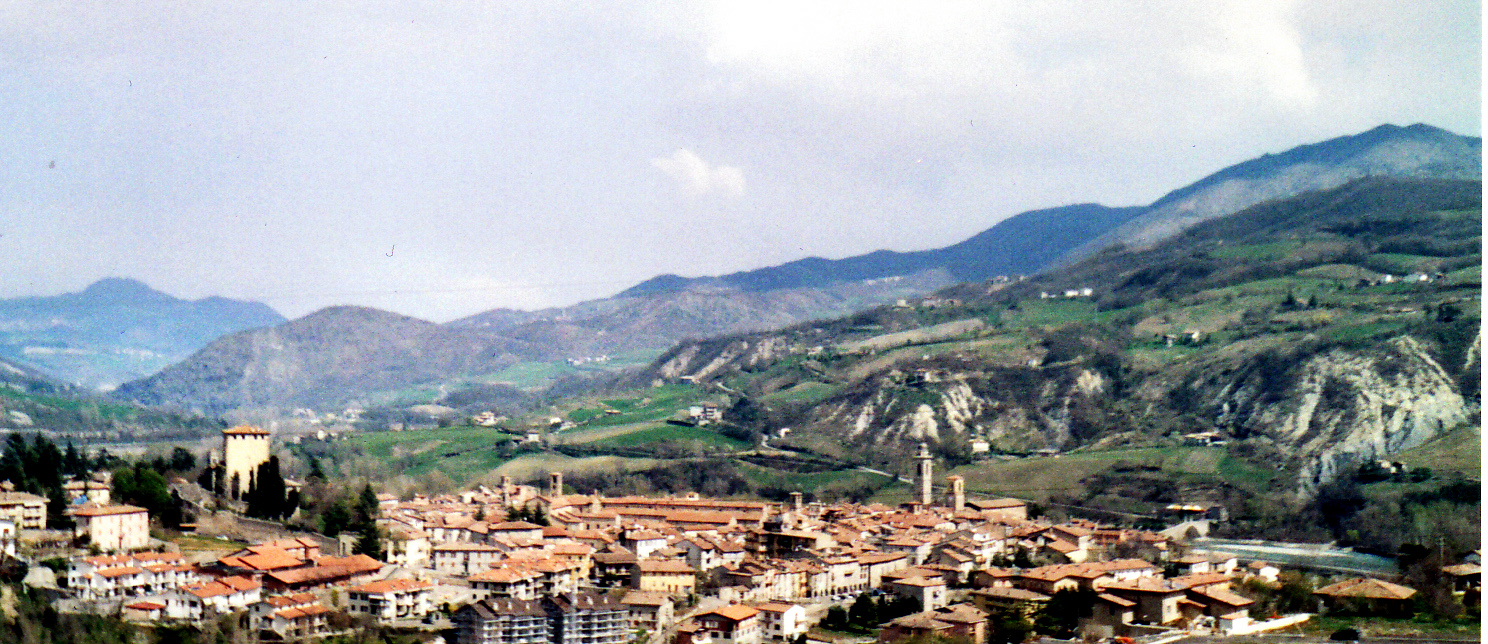
Bobbio

Zerba con i suoi 78 abitanti è il comune con il più basso dato di popolazione nella provincia e nella regione.
| Pos. | Comune | Abitanti | Stemma |
| ---- | ------ | -------- | ------ |
| 46   | Zerba  | 68       |        |

### Unioni di comuni
In Provincia di Piacenza sono presenti quattro unione di comuni che raggruppano 19 comuni del territorio:
- Unione Alta Val Nure, composta da quattro comuni: Bettola, Farini, Ferriere e Ponte dell'Olio[185].
- Unione Montana Valli Trebbia e Luretta, composta da otto comuni: Bobbio, Cerignale, Coli, Corte Brugnatella, Ottone, Piozzano, Travo e Zerba[186].
- Unione Val Nure e Val Chero, è composta da cinque comuni: Carpaneto Piacentino, Gropparello, Podenzano, San Giorgio Piacentino e Vigolzone[187].
- Unione Alta Val d'Arda, è composta da quattro comuni: Castell'Arquato, Lugagnano Val d'Arda, Morfasso e Vernasca[188].

In precedenza erano state attive anche le seguenti unioni di comuni:
- Unione Bassa Val d'Arda Fiume Po, della quale sono stati membri i seguenti comuni: Besenzone, Caorso, Castelvetro Piacentino, Cortemaggiore, Monticelli d'Ongina, San Pietro in Cerro e Villanova sull'Arda[189] e scioltasi all'inizio del 2022[190].
- Unione Bassa Val Trebbia e Val Luretta, della quale sono stati membri i seguenti comuni: Agazzano, Calendasco, Gazzola, Gossolengo, Gragnano Trebbiense, Rivergaro, Rottofreno e Sarmato[191] e scioltasi alla fine del 2024[192].
- Unione dei Comuni della via Emilia Piacentina, della quale sono stati membri i seguenti comuni: Alseno, Cadeo, Fiorenzuola d'Arda, Pontenure e scioltasi alla fine del 2021[193].
- Unione dei Comuni Val Tidone, della quale sono stati membri i seguenti comuni: Castel San Giovanni, Nibbiano, Pecorara e Pianello Val Tidone e scioltasi nel 2018[194].
- Unione della Bassa Val Tidone, della quale sono stati membri i seguenti comuni: Borgonovo Val Tidone, Castel San Giovanni e Ziano Piacentino e scioltasi nel 2015[195].

### Ex Comunità montane
Il territorio piacentino comprendeva tre comunità montane, poi sciolte tra il 2008 e il 2013.
| Denominazione                               | Sede amministrativa | Comuni                                                              |
| ------------------------------------------- | ------------------- | ------------------------------------------------------------------- |
| Comunità montana Appennino Piacentino       | Bobbio              | Bobbio Cerignale Coli Corte Brugnatella Ottone Piozzano Travo Zerba |
| Comunità Montana valli del Nure e dell'Arda | Bettola             | Bettola Farini Ferriere Gropparello Vernasca Morfasso               |
| Comunità Montana valle del Tidone           | Nibbiano            | Caminata Nibbiano Pecorara Pianello Val Tidone                      |

## Economia

### Agricoltura
Uno dei punti focali dell'agricoltura piacentina è il settore del latte, in cui operano 24 imprese per quasi 400 addetti. Il prodotto principale realizzato con il latte piacentino è il Grana Padano. Un'altra filiera molto importante è quella dei salumi, con la produzione che si concentra sui 3 DOP coppa piacentina, salame piacentino e pancetta piacentina. Piacenza occupa inoltre una posizione di leadership nella produzione del pomodoro, al quale è dedicato il festival OroRosso. Infine, molto sviluppata è la viticoltura con la presenza dicomplessive 36 DOC tutelate dal Consorzio Tutela Vini D.O.C. Colli Piacentini con sede in città.

### Industria
Forte a Piacenza è la presenza di aziende del settore delle macchine utensili con più di 100 imprese per un totale di 2 500 addetti operanti nei settori macchine per la lavorazione meccanica per asportazione, automazione, attrezzature e componentistica speciale, servizi tecnici specializzati, ricerca e sviluppo tecnologico. In città è presente anche il laboratorio MUSP che si occupa dello studio delle macchine utensili e dei sistemi di produzione.
Un altro settore molto sviluppato a Piacenza è la raccorderia, presente in città sin dalla fine degli anni '30 con il reparto bocche da fuoco dell'arsenale cittadino, nel complesso nel piacentino sono presenti 15 società di capitali che producono raccordi forgiati.

### Servizi
Grazie alla vicinanza strategica con le aree industriali della pianura padana e alla presenza di importanti vie di comunicazione, sia ferroviaria che autostradale, a partire dagli anni 2000 si sono sviluppati vari poli logistici nella provincia: uno nel capoluogo, nella frazione di Le Mose, a breve distanza dal casello autostradale di Piacenza Sud, dove si sono insediate aziende come UniEuro, Italiarredo ed IKEA. Il polo piacentino si candida inoltre ad essere la piattaforma logistica privilegiata per il porto della Spezia; a questo scopo nel luglio 2015 è stato firmato un protocollo d'intesa tra il comune e l'autorità portuale ligure. Un altro a Castel San Giovanni dove, sfruttando la vicinanza con Milano, si sono insediate aziende come Conad, Bosch, LG Electronics ed Amazon per una superficie totale di 1300000 m². Infine uno a Monticelli d'Ongina che vede la presenza tra le altre di Whirlpool ed Enel per una dimensione di 144500 m².
A poca distanza dal polo logistico del capoluogo si trova il quartiere fieristico, terminato nel 2000 e composto da 3 padiglioni espositivi per complessivi 14000 m², un'area esterna da 7000 m², due sale congressi ed una sala corsi.

### Turismo
Il capoluogo ha fatto parte del Circuito Città d'Arte della Pianura Padana insieme ad altre città lombarde ed emiliane fino allo scioglimento avvenuto nel 2018. Nel 2015 si sono registrati in provincia 222 938 arrivi per complessive 444 944 presenze, di cui circa la metà nel capoluogo. I principali elementi di attrazione turistica della provincia sono l'enogastronomia e i castelli, alcuni inseriti nel circuito dell'Associazione dei Castelli del Ducato di Parma, Piacenza e Pontremoli. Per quanto riguarda gli sport invernali nella zona di Bobbio sono presenti piste da sci di fondo e impianti di risalita per lo sci alpino.

## Infrastrutture e trasporti

### Strade

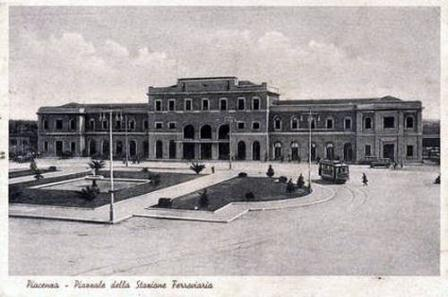
La stazione del capoluogo nel 1939

La provincia di Piacenza è attraversata da sei strade statali: la strada statale 45 di Val Trebbia che conduce a Genova passando per Bobbio e la val Trebbia, la strada Statale 9 Via Emilia che unisce Milano a Rimini, la strada statale 10 Padana Inferiore che collega Torino a Monselice, la strada statale 725 Tangenziale di Piacenza, la strada statale 412 della Val Tidone che da Milano raggiunge Castel San Giovanni e prosegue risalendo la val Tidone fino al passo del Penice, la strada statale 461 del Passo del Penice, che collega Bobbio a Voghera passando per il passo del Penice, e la strada statale 654 di Val Nure che collega Piacenza a Rezzoaglio risalendo la val Nure.
Altre strade in passato statali e successivamente passate in capo alla provincia sono la SP 359 R di Salsomaggiore e di Bardi, la SP 462 R della Val d'Arda, SP 586 R della Valle dell'Aveto, la SP 587 R di Cortemaggiore e la SP 588 R dei Due Ponti.

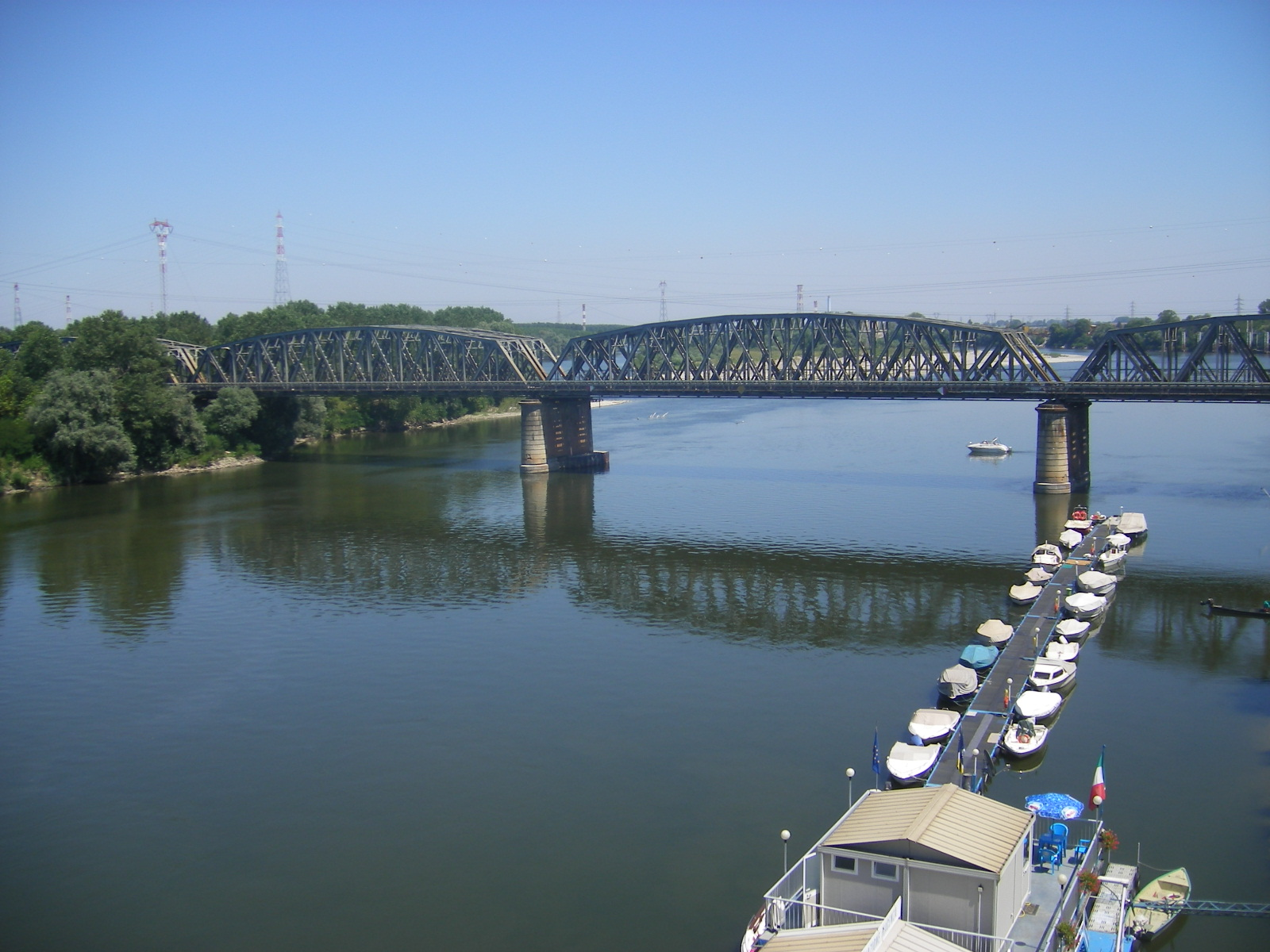
Il ponte ferroviario sul fiume Po

La provincia è attraversata anche da due autostrade: l'A1 Milano-Napoli sulla quale sono posti i caselli di Piacenza Sud e Fiorenzuola, il casello di Basso Lodigiano, in precedenza noto come Piacenza Nord e posto anch'esso al servizio del capoluogo si trova, invece, all'interno del comune di Guardamiglio, limitrofo al capoluogo, ma posto in provincia di Lodi e dall'A21 Torino-Piacenza-Brescia sulla quale sono posti i caselli di Castelsangiovanni, Piacenza Ovest, Piacenza Sud, Caorso e Castelvetro.

### Ferrovie e tranvie
Il principale nodo ferroviario è la stazione del capoluogo, posta sulla ferrovia Milano-Bologna e capolinea delle linee per Alessandria e Cremona, quest'ultima priva di traffico passeggeri dal dicembre 2013).
La provincia è attraversata anche dalla ferrovia Cremona-Fidenza e dalla linea ad alta velocità Milano-Bologna la quale non presenta, però, stazioni nella provincia. Tra il 1932 e il 1967 era attiva la ferrovia Piacenza-Bettola che collegava il capoluogo con la media val Nure e che fu soppressa, nonostante le proteste dei passeggeri, a causa del deficit accumulato dalla società gestrice.
Tra il 1881 e il 1938 la provincia era caratterizzata da una vasta rete tranviaria interurbana a vapore, gestita a partire dal 1908 dalla SIFT, che comprendeva le linee:
- Tranvia Cremona-Lugagnano (1900-1923);
- Tranvia Grazzano-Rivergaro (1886-1934);
- Tranvia Piacenza-Bettola (1881-1933);
- Tranvia Piacenza-Cremona (1882-1935);
- Tranvia Piacenza-Pianello-Nibbiano (1893-1938)
- Tranvia Piacenza-Agazzano (1907-1933);
- Tranvia Piacenza-Lugagnano (1897-1938).

Inoltre, dal 1908 il capoluogo fu servito da una rete tranviaria urbana a trazione elettrica, che nel 1924 raggiunse San Rocco al Porto. Le tranvie urbane furono soppresse nel 1955 e sostituite da autolinee gestite dalla società Auto Guidovie Italiane.

### Aeroporti
Nel comune di San Giorgio Piacentino è presente l'aeroporto militare di Piacenza-San Damiano, fino al settembre 2016 sede del 50º Stormo dell'Aeronautica militare italiana, e diventato da quella data Comando Aeroporto Piacenza con un utilizzo a supporto delle strutture operative dell'aeronautica.

### Mobilità urbana ed extraurbana
I trasporti pubblici in città e provincia sono gestiti da SETA.

## Sport
La principale squadra calcistica della provincia è stato il Piacenza, che ha militato per 8 stagioni in Serie A. Dopo il fallimento del 2011 la squadra cittadina con maggior seguito e ritenuta l'erede del defunto Piacenza FC è il Piacenza Calcio 1919, militante in Lega Pro. La formazione, disputa le partite interne allo stadio Leonardo Garilli, come in precedenza il Piacenza FC. Tra le società calcistiche cittadine capaci di arrivare a militare in ambito professionistico vi è stato anche il Pro Piacenza che ha disputato per cinque volte la terza serie nazionale, venendo estromesso dal campionato a causa di problemi finanziari nel corso dell'annata 2018-2019. Fuori dal capoluogo la società principale è il Fiorenzuola, capace di raggiungere nel 1995 la finale play-off per la promozione in Serie B. Negli anni '40 anche l'Olubra di Castel San Giovanni militò per alcune stagioni in serie C.
Per quanto riguarda la pallavolo, la provincia di Piacenza è rappresentata dalla squadra maschile cittadina della You Energy Volley, militante in Superlega, nata nel 2018, dopo la chiusura della Pallavolo Piacenza, società che era stata in grado di vincere uno scudetto, una Coppa Italia, una supercoppa italiana e due coppe europee, e, in passato, dalla squadra femminile River Volley, nata a Rivergaro e poi trasferitasi a Piacenza, città nella quale ha vinto due campionati italiano, spostatasi a Modena nel 2016 e, poi, definitivamente chiusa nel 2018.
Nella pallacanestro, l'Unione Cestistica Piacentina, nata dalla fusione tra le squadre di Piacenza e Fiorenzuola, ha disputato il campionato di Legadue nella stagione 2011-2012 prima di non iscriversi e successivamente fallire. Dopo la scomparsa dell'UCP a rappresentare la pallacanestro a Piacenza c'è la Pallacanestro Piacentina che milita in Serie B e il Piacenza Basket Club fusosi nel 2016 con l'UC Casalpusterlengo portando la squadra lodigiana a disputare le partite del campionato di Serie A2 a Piacenza.
Sono presenti inoltre diverse squadre di rugby, tra cui le due più importanti, il Piacenza Rugby Club, militante in Serie B, e i Rugby Lyons Piacenza, militanti in TOP10, hanno all'attivo diversi campionati in massima serie.